# خورخي لويس بورخيس
كان خورخي فرانثيسكو إيسيدورو لويس بورخيس المعروف بـ خورخي لويس بورخيس (بالإسبانية: ( audio) ، عاش بين 24 أغسطس 1899 - 14 يونيو 1986، كان كاتبًا وشاعرًا ومقالياً ومترجمًا أرجنتينيًا، ويُعتبر على نطاق واسع شخصية محورية في الأدب الإسباني كما في الأدب العالمي. يُعد كتاباه الأشهران، "خيالات"و"الألف"، اللذان نُشرا في أربعينيات القرن العشرين، من المجموعات القصصية التي تتصل بمواضيع مشتركة مثل الأحلام، والمتاهات، والمكتبات، والمرايا، والكتّاب الخياليين، والأساطير الأوروبية؛ وتستكشف حبكاتها أفكارًا فلسفية مرتبطة بالذاكرة، والأبدية، وما بعد الحداثة، وما وراء القص. لقد أسهمت أعمال بورخيس بشكل كبير في الأدب الفلسفي، وأدب الخيال، وما بعد البنيوية، وكان لها تأثير عميق على الواقعية السحرية في الأدب اللاتيني الأميركي خلال القرن العشرين.
بالإضافة إلى الكتابة فقد كان بورخيس شاعرا وناقدا وله عدة رسائل. ترجمت أعماله إلى الإنجليزية والسويدية والعربية والإيطالية والألمانية والفرنسية والدنماركية والبرتغالية.
وُلد بورخيس في حي باليرمو (الذي كان حينها ضاحية من ضواحي بوينس آيرس)، وانتقل في فترة مراهقته مع عائلته إلى سويسرا، حيث أقام أربع سنوات ودرس في "كلية جنيف". سافرت العائلة بشكل واسع في أوروبا، حتى أقامت فترة في إسبانيا. عاد إلى الأرجنتين سنة 1921، وبدأ ينشر قصائده ومقالاته في مجلات أدبية تنتمي إلى تيار "الألترايستا"، بينما كان يعمل كأمين مكتبة، وأستاذ، ومحاضر.
في عام 1955، عُيّن مديرًا للمكتبة الوطنية في الأرجنتين وأستاذًا للأدب الإنجليزي في جامعة بوينس آيرس. وفي سن الخامسة والخمسين، أصبح شبه كفيف كليًا؛ وقد اقترح العديد من الباحثين أن فقدانه التدريجي للبصر دفعه إلى ابتكار رموز أدبية مبتكرة من خلال الخيال، كما جعله يفضل الشعر والقصص القصيرة على الروايات.
خلال ستينيات القرن العشرين، تُرجمت أعماله ونُشرت في الولايات المتحدة وأوروبا. وفي عام 1961، نال شهرة عالمية بعد فوزه بجائزة "فورمينتور" الأولى، والتي تقاسمها مع صامويل بيكيت. وفي عام 1971، حصل على "جائزة القدس". وترسخت سمعته الدولية في تلك الفترة، بفضل توافر ترجمات إنجليزية لأعماله، ونجاح رواية "مئة عام من العزلة" لجابرييل جارسيا ماركيس، وظهور ما يُعرف بـ"الانفجار الأدبي اللاتيني" البوم ، رغم أن مشاركته فيه تُعد نسبية.
أهدى بورخيس كتابه الأخير "المتآمرون" إلى مدينة جنيف، حيث توفي عام 1986. وقال الكاتب والناقد الجنوب أفريقي جون ماكسويل كوتسي في كتابه عن بورخيس: «لقد جدد، أكثر من أي أحد آخر، لغة السرد القصصي، ممهدًا بذلك الطريق أمام جيل من الروائيين الناطقين بالإسبانية».
نال بورخيس العديد من الجوائز، لكنه كان أيضًا مثيرًا للجدل بسبب مواقفه السياسية المحافظة؛ ولا تزال أهمية هذه المواقف موضع جدل، خصوصًا فيما يتعلق بإمكانية أنها كانت سببًا في عدم منحه جائزة نوبل للآداب، التي رُشّح لها لما يقرب من ثلاثين عامًا.
 — خورخي لويس بورخيس، إيفاريستو كارييغو

### سنواته الأولى
كان بورخيس يعتبر أنه ورث عن أسلافه تقاليد مزدوجة: واحدة عسكرية وأخرى أدبية. ويتصل نسبه بعائلات أرجنتينية بارزة من أصول كريولية، وأنغلوساكسونية، وكذلك إسبانية وبرتغالية. فقد انحدر من شخصيات عسكرية مثل فرانسيسكو بورخيس لافينور (جده من جهة الأب)، وهو عقيد أوروغوياني؛ وإدوارد يونج هاسلام (جدّه الأكبر لأبيه)، وهو شاعر رومانسي أسس واحدًا من أوائل الصحف الإنجليزية في منطقة ريو دي لا بلاتا؛ ومانويل إيسيدورو سواريز (جدّه الأكبر لأمه)، وهو عقيد شارك في حروب الاستقلال؛ وخوان كريسوستومو لافينور (عمه الأكبر من جهة الأب)، وهو شاعر أرجنتيني ألّف قصائد رومانسية ووطنية، كما كان أستاذًا في الفلسفة؛ وأيضًا إيسيدورو دي أسيفيدو لابريدا (جده من جهة الأم)، وهو عسكري حارب ضد خوان مانويل دي روساس.
أما والده، خورخي غييرمو بورخيس، فكان محاميًا أرجنتينيًا من مواليد إنتري ريوس، وعمل بتدريس علم النفس. كان قارئًا نهمًا وطموحًا أدبيًا، كتب رواية بعنوان الزعيم وعددًا من القصائد، كما ترجم رباعيات عمر الخيام عن النسخة الإنجليزية لـ إدوارد فيتزجيرالد.
وقد قال خورخي لويس بورخيس عن والده عام 1970: 
.
والدته، لينور اثيبيدوا سواريثليونور أثيبيدو سواريث، كانت من بوينس آيرس (محافظة)بوينوس آيرس. تعلمت اللغة الإنجليزيةاللغة الإنجليزية من زوجها وترجمت العديد من الأعمال إلى الإسبانية. كانت عائلة خورخي لويس من جهة الأب ذات أصول برتغالية وإسبانية وإنجليزية؛ والدته، الإسبانية وربما البرتغالية. كانت تحدث سكان منزلها اللغتين القشتالية والإنجليزية، متأثرين بجدتها لأمها، فرانثيس هاسلام، التي كانت في الأصل من ستافوردشاير؛ لذلك، نشأ خورخي لويس ثنائي اللغة.
وُلِد خورخي لويس في 24 أغسطس/آب 1899، بعد ثمانية أشهر من حمله، في منزل في بوينس آيرس يعود تاريخه إلى أواخر القرن التاسع عشر، ويحتوي على فناء (عمارة)فناء وخزان، وهما عنصران يتكرران كصدى في شعره. وُلد في 840 شارع توكومان، لكنه أمضى طفولته في مكان أبعد قليلاً إلى الشمال، في 2135 شارع سيرانو، في حي باليرمو في بوينس آيرس.
بدأت علاقته بالأدب في سن مبكر للغاية: ففي سن الرابعة كان يعرف القراءة والكتابة. أود أن أقول، وأنا في الحادية والسبعين من عمري، "إذا اضطررت إلى الإشارة إلى أهم حقيقة في حياتي، فسأقول مكتبة والدي. في الواقع، لا أعتقد أنني غادرت تلك المكتبة أبدًا. يبدو الأمر كما لو كنت لا أزال أراها... أتذكر بوضوح النقوش الفولاذية في موسوعةموسوعة تشامبرز والموسوعة بريطانيا البريطانية.
في عام 1905 بدأ في تلقي دروسه الأولى مع مربية بريطانية. في العام التالي كتب قصته الأولى، "القبعة القاتلة "، متتبعًا صفحات من رواية دون كيشوت (رواية). كما كتب مقالاً قصيراً عن الأساطير اليونانية باللغة الإنجليزية. في سن الحادية عشرة قام بترجمة كتاب الأمير السعيد (قصة) أوسكار وايلد من الإنجليزية، وهو نص نُشر في صحيفة إل باييس بتوقيع خورخي بورخيس.وفي حي باليرمو، الذي كان في ذلك الوقت حيًا هامشيًا للمهاجرين والرجال الذين يحملون السكاكين، تعرف على مغامرات الأصدقاء الذين ملأوا قصصه الخيالية فيما بعد. دخل بورخيس المدرسة مباشرة في الصف الرابع.كانت بداية تعليمه الرسمي في سن التاسعة وفي مدرسة عامة تجربة مؤلمة بالنسبة لبورخيس، حيث كان زملاؤه في الفصل يسخرون من ذلك الشاب الذي يدعي أنه يعرف كل شيء ويرتدي النظارات ويرتدي ملابس مثل الأطفال الأثرياء، ولا يهتم بالرياضة ويتحدث بتلعثم. خلال السنوات الأربع التي قضاها في تلك المدرسة، لم يتعلم بورخيس أكثر من بضع كلمات من لغة "لونفاردو" والعديد من الاستراتيجيات لتجنب أن يلاحظه أحد.
في عام 1914، اضطر والد بورخيس إلى ترك مهنته، وتقاعد كأستاذ جامعي بسبب نفس العمى التدريجي والوراثى الذي أثر أيضًا على ابنه بعد عقود من الزمن. سافر مع عائلته إلى أوروبا لتلقي علاج خاص في مجال طب العيون. واللجوء من الحرب العالمية الأولى، استقرت العائلة في جنيف بسويسرا، حيث كان بورخيس الشاب وشقيقته نورا بورخيس - المولودة في 4 مارس 1901- يذهبان إلى المدرسة. درس بورخيس اللغة الفرنسية وأكمل دراسته الثانوية في مدرسة جان كالفن.كان الجو في تلك المؤسسة المستوحاة من بروتستانتية مختلفًا تمامًا عن جو مدرسته السابقة في باليرمو؛ أصبح زملاؤه، وكثير منهم أجانب مثله، يقدرون الآن معرفته وذكائه ولم يعودوا يسخرون من تلعثمه. في تلك الفترة قرأ بشكل رئيسي كتاب النثر االواقعية في الأدب الإسبانيالواقعيين الفرنسيين التعبيرية التجريدية والرمزية، وخاصة رامبو. وفي الوقت نفسه اكتشف أرتور شوبنهاور، و نيتشه، و ماوتنر، وتوماس كارليل، و تشيسترتون. وبمساعدة القاموس فقط، تعلم
اللغة الألمانية بنفسه وكتب أولى أبياته باللغة الفرنسية.
بفضل انتهاء الأعمال العدائية ووفاة جدته لأمه، انتقلت عائلة بورخيس إلى إسبانيا في عام 1919. واستقروا في البداية في برشلونة ثم انتقلوا بعد ذلك إلى بالما دي مايوركا. وفي هذه المدينة الأخيرة، كتب بورخيس كتابين لم ينشرهما: "الإيقاعات الحمراء"، وهي قصائد في مدح الثورة الروسية، و"أوراق المقامر"، وهي مجموعة قصص قصيرة. وفي مدريد وإشبيلية، شارك في الحركة الأدبية المتطرفة المتطرفين، التي قادها لاحقًا في الأرجنتين، والتي كان لها تأثير قوي على أعماله الغنائية المبكرة. ساهم بالقصائد والنقد الأدبي في مجلات اولترا،جريثا،ثيربانتس،هيليثس،كوسموبوليس . نُشرت قصيدته الأولى، ترنيمة للبحر، التي كتبها على غرار والت ويتمان، في مجلة اليونان في 31 ديسمبر 1919.
يا بحر! يا أسطورة! يا سريرًا طويلًا!
وأعلم لماذا أحبك. أعلم أننا قديمان جدًا.
أعلم أننا نعرف بعضنا منذ قرون.
أعلم أنه في مياهك المقدسة والضاحكة اشتعل فجر الحياة.
(في رماد عصرٍ ثالثي، اهتزّت لأول مرة في أحضانك).
أيها المتحوّل، أنا خرجت منك.
نحن الاثنان مقيّدان ورحّالان!
نحن الاثنان بعطشٍ شديدٍ نحو النجوم؛
نحن الاثنان بآمال وخيبات أمل؛
نحن الاثنان هواء، نور، قوة، ظلمات؛
نحن الاثنان برغبتنا الواسعة وبؤسنا العظيم.
خلال هذه الفترة التقى بصهره المستقبلي، جييرمو دي تورى، وبعض الكتاب الإسبان البارزين في ذلك الوقت، مثل رفائيل كانسينوس أسينس- الذي كان يرتاده في مقهى كولونيال الشهير والذي كان يعتبره دائمًا معلمه - و رامون جوميز دى لا سيرنا ، و بايى انكلان، و خيراردو دييجو.

## حياته

### فترة الشباب
اسمه الكامل خورخي فرانسيسولد في كو إسيدورو لويس بورخيس أسيفيدو ولكن، وتبعا للعادات في الأرجنتين، لم يكن اسمه الكامل يستخدم أبداً.
ولد بورخيس في بوينس آيرس وكان والده خورخي غويلرمو بورخيس محاميا وأستاذا لعلم النفس، ي حيث رخ«حاول أن يصبح كاتبا ولكن محاولته فشلت»ل أيضا: «كتب مقاطعا شعرية جيدة جدا». أما والدته ليونور أسيفيدو سواريز فقد تعلمت الإنجليزية من زوجها وعملت مترجمةً. عائلة والده كانت ذات أصول إسبانية وبرتغالية وبريطانية وعائلة والدته كانت إسبانية وربما لها أصول برتغالية. كان عائلته في المنزل تتحدث الإسبانية والإنجليزية ولذا فقد نشأ بورخيس قادرا على أن يتحدث لغتين. كانت نشأته في ضاحية بالرمو في بيت كبير به مكتبة ضخمة.
كان والده قد أجبر على التقاعد في سن مبكرة نتيجة لتدهور بصره، وهي نفس الحالة التي أصابت ابنه فيما بعد، لتنتقل العائلة إلى جنيف لتلقي العلاج من قبل اختصاصي عيون هناك بينما كان خورخي وأخته نورا (ولدت في 1902 م) يدرسان في المدرسة. وفي جنيف تعلم خورخي اللغة الفرنسية حيث واجهته بعض الصعوبات في البداية، كما تعلم بنفسه اللغة الألمانية وتخرج من كلية جنيف في عام 1918 م.
بعد انتهاء الحرب العالمية الأولى أمضت عائلة بورخيس ثلاث سنوات في لوغانو، برشلونة، مايوركا، إشبيلية، ومدريد. وهنالك في إسبانيا أصبح بورخيس عضواً في حركة حراسة المقدمة الأدبية المتطرفة. جاءت أول قصيدة لبورخيس «ترنيمة للبحر» مكتوبة على أسلوب والت وايتمان، ونشرت تلك القصيدة في مجلة غريسيا (بالإسبانية: Greece).
عام 1999 تم إصدار عملة بمقدار 2 بيزو تحمل صورته بمناسبة 100 عام على مولده.

### بداياته الأدبية

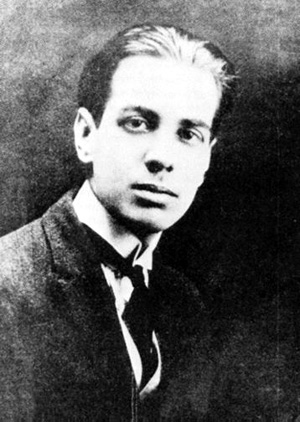
بورخيس في عام 1921

في الرابع من مارس عام 1921، أبحر بورخس من ميناء برشلونة على متن السفينة “ريينا فيكتوريا إيوخينيا” عائدًا إلى بوينس آيرس، برفقة والديه واخته و جدته من جهة الأب —فرانسيس هسلام، التي انضمت إليهم في جنيف عام 1916— . كان في استقبالهم في الميناء الكاتب والفيلسوف الساخر ذو النزعة السريالية، ماسيدونيو فرنانديز الذي ورث بورخس صداقته عن والده. وقد أدى التواصل مع بوينس آيرس إلى علاقة شاعرية مفعمة بـ “الاكتشاف” مع مسقط رأسه. ومن هنا بدأ في تشكيل أسطورة الأحياء الهامشية، حيث أسس جزءًا من مثاليته الدائمة للواقع.
نشر بورخس بعد عودته في المجلة الإسبانية “كوسموبوليس”، وأسس المجلة الجدارية “بريزما” (التي نُشر منها عددان فقط)، كما نشر أيضًا في مجلة “نوسوتروس” التي كان يديرها ألفريدو بيانكي. وفي تلك الفترة تعرف على كونثيبثيون غيريرو، شابة في السادسة عشرة من عمرها، وقع في حبها. وفي عام 1922، زار ليوبولدو لوغونيس برفقة إدواردو غونثاليث لانوثا ليسلماه العدد الأخير من “بريزما”. وفي أغسطس عام 1924، أسس المجلة الطليعية “بروا” إلى جانب ريكاردو غيرالديس، مؤلف “دون سيغوندو سومبرا”، وألفريدو براندان كارافا وبابلو روخاس باس، لكنه بدأ تدريجيًا في التخلي عن هذا الاتجاه الجمالي.
في عام 1923، قبيل رحلة ثانية إلى أوروبا، نشر بورخس أول كتاب شعري له بعنوان “حماسة بوينس آيرس”، وهو العمل الذي تنبأ فيه، بحسب كلماته، بكل ما سيأتي في مسيرته الأدبية. كانت طبعة تسرّبت إليها بعض الأخطاء المطبعية، وكانت تفتقر إلى مقدمة. وقد أنجزت شقيقته نورا نقشًا لتزيين الغلاف. طُبِع من الكتاب حوالي ثلاثمئة نسخة؛ والقليل مما تبقى منها يُعدّ كنوزًا لدى عشاق الكتب النادرة، وفي بعضها تظهر تصحيحات بخط يد بورخس نفسه.
في “حماسة بوينس آيرس”، اعترف أخيرًا بأن “شوارع بوينس آيرس/ قد أصبحت جوهري”. يحتوي الكتاب على ثلاثة وثلاثين قصيدة متنوعة تشير إلى لعبة الورق الأرجنتينية “التروكو”، وإلى خوان مانويل دي روساس، أو إلى مدينة بنارس الغريبة؛ دون أن يغفل الاستمتاع بساحة خلفية مجهولة في بوينس آيرس “في صداقة غامضة/ لمدخل بيت، ولدوالي عنب، ولسراب بئر”. وعن روح هذا الكتاب كتب بورخس: “في ذلك الوقت كنت أبحث عن الغروب، عن الضواحي، وعن الشقاء”
بعد عامٍ قضاه في إسبانيا واستقراره النهائي في مدينته الأم ابتداءً من عام 1924، بدأ بورخس التعاون مع بعض المجلات الأدبية، ومن خلال كتابين إضافيين هما قمر الجهة المقابلة واستقصاءات—الذي لم يُعد نشره مطلقًا— استطاع بحلول عام 1925 أن يرسخ مكانته كزعيم لأصغر جيل من الطليعيين. وخلال الثلاثين عامًا التالية، تحوّل بورخس إلى واحد من ألمع وأكثر الكُتّاب إثارة للجدل في أمريكا اللاتينية.
بعد أن شعر بالملل من تيار الألترايسمو الذي كان هو نفسه قد جلبه من إسبانيا، حاول تأسيس نوع جديد من الإقليمية الأدبية، تقوم على رؤية ميتافيزيقية للواقع. كتب قصصًا وقصائد تدور حول الضواحي البورتينية (نسبة إلى بوينس آيرس)، والتانغو، والمعارك الدامية بالسكاكين، كما في قصتي رجل الزاوية الوردية والخنجر.لكنه سرعان ما ملّ من هذا “الإيسمو” أيضًا، وبدأ في استكشاف السرد الفانتازي أو السحري، حتى أنه قدّم، خلال عقدين من الزمن—من عام 1930 إلى 1950—بعضًا من أروع القصص القصيرة في القرن العشرين، مثل: التاريخ العالمي للخزي، والخيالات، والألف ، وغيرها.
في وقت لاحق، كتب لبضع مجلات من بينها مارتين فييرو ، التي تُعد من أبرز المجلات في تاريخ الأدب الأرجنتيني خلال النصف الأول من القرن العشرين. وقد خاضت هذه المجلة جدالات حادة حول كتّابها، الذين كانوا يجتمعون في مقاهي وسط المدينة مثل “ريتشموند”، وعُرفوا باسم مجموعة فلوريدا، في مقابل الكتّاب الذين نشروا أعمالهم في دار النشر كلاريداد،وكانوا يتلاقون في مقهى الياباني، وأُطلق عليهم مجموعة بويدو. وقد بقي هذا الانقسام ماثلًا في ذاكرة الأدب الأرجنتيني، رغم أن بورخس نفسه لم يُولِه لاحقًا أهمية كبيرة.
ورغم تكوينه الثقافي الأوروبي، فقد دافع بورخس عن جذوره الأرجنتينية، لا سيما البورتينية، كما يظهر في دواوينه الشعرية مثل حماسة بوينس آيرس عام 1923، وقمر الجهة المقابلة عام 1925، ودفتر سان مارتين عام 1929. كتب كلمات لأغاني التانغو والميلونغا، لكنه تجنّب “العاطفة المفرطة لأغنية التانغو الحزينة” واستخدام اللُنفاردو (اللهجة العامية الخاصة ببوينس آيرس) بطريقة منهجية، لأنه يرى أنها “تُضفي طابعًا مصطنعًا على الأبيات البسيطة”.
وفي أغانيه وبعض قصصه، استعرض بورخس بطولات مشكوكًا فيها لرجال السكاكين و”الكمبادريس”، مقدّمًا إياهم بكل وحشيتهم المجردة، ولكن في جو مأسوي ، يكاد يكون ملحميًا في بعض الأحيان.
في عام 1930، نشر بورخس مقالًا بعنوان إيفاريستو كارييغو.بفضل الناشر مانويل غليسر، كما كتب مقدمة لمعرض أقامه الرسام الأوروغوياني بيدرو فيغاري. في تلك الفترة، تعرّف على كاتب شاب لم يتجاوز عمره 17 عامًا، أصبح لاحقًا صديقه المقرب وشريكه في العديد من الأعمال الأدبية، أدولفو بيوي كاساريس .
شارك بورخس في العدد الأول من مجلة سور ، التي كانت تحت إدارة فيكتوريا أوكامبو، بمقالة خصصها للكولونيل أسكاسوبي. وفي هذا العدد الأول، الصادر عام 1931، ساهم أيضًا كل من فيكتوريا أوكامبو نفسها، ووالدو فرانك، وألفونسو رييس أوتشوا، وجول سوبرفييل، وإرنست أنسرميه، ووالتر غروبيوس، وريكاردو غيرالديس، وبيير دريو لا روشيل.
بعد عامين، أي في 1933، أصدر بورخس مجموعة مقالات نقدية وأدبية بعنوان نقاش, تضمنت مواضيع متنوعة مثل الشعر القاوتشي، الكابالا (التصوف اليهودي)، مواضيع فلسفية، فن السرد، وحتى آراؤه حول بعض كلاسيكيات السينما.
وفي 12 أغسطس من عام 1933، بدأ بورخس بإدارة ملحق ثقافي أسبوعي مطبوع بالألوان يدعى المجلة متعددة الألوان ليوم السبت , بالتعاون مع أوليسيس بيتي دي مورات، وهو ملحق ثقافي لصحيفة كريتيكا الشعبوية، واستمر في الصدور حتى أكتوبر 1934.
توفي والد بورخيس في عام 1938 م فكانت صدمة أخرى له خلال تلك السنتين (37-1938 م). وفي ليلة عيد الميلاد في 1938 م أصيب بورخيس بجرح بالغ في رأسه في حادث وكاد أن يموت خلال علاجه بسبب تقيح الدم، وقد جاءت قصته القصيرة الجنوب في عام 1944 م بناء على هذه الحادثة. وأثناء تعافيه من الإصابة بدأ بالكتابة بأسلوب أصبح مشهورا به وظهرت أول مجموعة قصصية له «حدائق الممرات المتشعبة» في عام 1941 م. تضمنت المجموعة قصة «إل سور» وهي قطعة حوت بعضا من عناصر السيرة الذاتية، بما في ذلك الحادث الذي تعرض له، وهي القطعة المفضلة لدى الكاتب. وبالرغم من تقبلها الحسن لدى الجمهور لم تنجح هذه المجموعة القصصية في حصد الجوائر الأدبية التي كان العديد يتوقعها لها. وقد خصصت أوكامبو جزءا كبيرا من عدد يوليو 1941 م من مجلة «سور» للتنفيس عن بورخيس حيث شارك عدد كبير من الكتاب والنقاد الأرجنتينيين وغيرهم من متحدثي الإسبانية في كتابته.
في عام 1935، نشر في عام 1935 "تاريخ عالمي للعار"، وهي سلسلة من القصص القصيرة، بما في ذلك "رجل في الزاوية الوردية"[28]، حيث واصل اهتمامه بالصورة الأسطورية لبوينس آيرس التي بدأها في إيفاريستو كاريغو. شهد العام التالي نشر مقالاته "تاريخ الأبدية" (تاريخ الأبدية)، التي يستكشف فيها بورخيس الاستعارة من بين مواضيع أخرى. وبدأ ينشر في مجلة "إل هوجار ( المنزل)" نصف الشهرية عموداً يستعرض فيه الكتب والمؤلفين الأجانب حتى عام 1939. وكان ينشر كل أسبوعين عدداً كبيراً من المراجعات الببليوغرافية والسير الذاتية القصيرة للكتاب والمقالات. كما ساهم في مجلة "ديستيمبو( وقت الاجازة)" التي حررها أدولفو بوي كاساريس ومانويل بيرو، مع رسوم توضيحية من قبل شول سولار. ترجم رواية "غرفة خاصة" لفيرجينيا وولف لدار نشر سور، وفي العام التالي ترجم رواية أورلاندو للمؤلفة نفسها[18]. في عام 1940 نشر مختارات كلاسيكية من الأدب الأرجنتينى.
تحوّل بورخيس الطليعي ثم بورخيس الطليعي في الثلاثينيات إلى بورخيس مجلة "سور" بنزعته الكونية العالية؛ إلى بورخيس الميتافيزيقي الذي كان يتساءل عن الزمان والمكان واللانهاية، والحياة والموت وما إذا كان هناك مصير للإنسان؛ إلى بورخيس الذي كان يتباهى بسعة اطلاعه والذي كان قد بدأ بالفعل في خلق نصوصه الفخاخ الشهيرة: شروح مستفيضة مثلاً عن كتب لم تكن موجودة، أو قصص تجمع وتمزج بين الواقعي والخيالي. هناك أيضًا تغيير في الأسلوب، وتشذيب في النثر والأوزان، التي أصبحت أكثر كلاسيكية وأكثر حدة وبساطة .
كانت السنوات الأخيرة من هذا العقد كئيبة بالنسبة لبورخيس: في البداية جاءت وفاة جدته فاني؛ ثم وفاة والده، التي سبقتها معاناة بطيئة ومؤلمة للغاية[30]، ووجد بورخيس نفسه مرميًا مرة واحدة وإلى الأبد في عالم الكبار المسؤولين. كان عليه أن يفعل ما فعله الجميع منذ صغره: العمل وتكوين أسرة. وقد حالفه الحظ في ذلك: بمساعدة الشاعر فرانسيسكو لويس برنارديز، حصل على وظيفة في عام 1938 في مكتبة بلدية ميغيل كانيه في حي بوينس آيرس في بويدو. و في هذا الوقت المشغول في المكتبة تمكن من مواصلة القيام بما أعتاد أن يقوم به،حيث كان يقضى أيامه بين الكتب و القراءة و الكتابة.[29] في وقت لاحق، تعرض بورخيس نفسه لحادث خطير، حيث اصطدم رأسه بنافذة مما أوصله إلى حافة الموت بسبب( الإنتان) تسمم الدم الذي عكس، بطريقة تشبه الحلم، في قصته القصيرة "إل سور" (الجنوب). وخلال فترة نقاهته، كتب القصة القصيرة "بيير مينار" مؤلف رواية "دون كيشوت". وساعدته أحلام النقاهة تلك على كتابة صفحات رائعة؛ خيالية ولكن حبكتها قريحته التي لا تخطئها العين، واضحة ونفاذة دائماً. خرج بورخيس من غيبوبته بالفكرة التي كان يجترها منذ زمن، وهي أن الواقع التجريبي وهمي مثل عالم الخيال، ولكنه أدنى من عالم الخيال، وأن الاختراعات وحدها هي التي يمكن أن تمدنا بأدوات معرفية موثوقة.
وفي عام 1940، نشر أنتولوجيا الأدب الخيالي بالتعاون مع بيوي كاساريس وسيلفينا أوكامبو، اللذان تزوجا في العام نفسه، وكان بورخيس شاهداً على زفافهما. كما كتب أيضاً مقدمة كتاب بيوي كاساريس "اختراع موريل"[15][27] وفي عام 1941 نشر أنتولوجيا شعرية الأرجنتين وحرر مجلد القصص القصيرة "الحديقة التي تنقسم إلى قسمين" التي ظهرت كاملة في عام 1944 في مجلة "فيكيونيس ( القصص الخيالية) " إلى جانب ست قصص أخرى مجمعة في القسم الثاني تحت اسم "أرتفيكوس". شهد العام التالي ظهور كتاب ست مشكلات لدون إيسيدرو بارودي ،وهو كتاب قصص قصيرة كتبها بالتعاون مع بيوي كاساريس. وقّعاه باسم مستعار "هـ. بستوس دوميك"، وهو مشتق من "بستوس"، وهو الجد الأكبر لبورخيس من قرطبة، و"دوميك"، وهو الجد الأكبر لبيوي كاساريس. تحت عنوان "قصائد" (1923-1943) جمع في عام 1943 الأعمال الشعرية في دواوينه الثلاثة بالإضافة إلى القصائد التي نشرها في صحيفة "لا ناسيون" ومجلة "سور". كما قدم مع بيوي كاساريس مختارات شعرية بعنوان (أفضل القصص البوليسية). وبحلول ذلك الوقت، كان بورخيس قد حجز لنفسه مكاناً في الدائرة الصغيرة للطليعة الأدبية الأرجنتينية. حصل عمله فيكسيونس ( القصص الخيالية) على جائزة الشرف الكبرى من جمعية الكتاب الأرجنتينيين ( SADE). في صفحاتها "تلون، أوكبار، أوربيس تيرتيوس"، وهي استعارة ساحقة لا يمكن تجاوزها للعالم.
فى لقاء في منزل بويى كاساريس و سيلفينا أوكامبو، التقى بورخيس بإستيلا كانتو في أغسطس 1944، و هى شابة جذابة و ذكية و مثقفة و غير تقليدية لفتت انتباهه ـ فقد اعتاد التعامل في الأوساط الأدبية و. الاجتماعية مع نساء تقليدياا من الطبقات الوسطى و العليا ـ ووقع في حبها دون أن يبادلها بالمثل.
كانت إستيلا امرأة مغرورة، وكانت حتى وفاتها تتباهى بأنها فازت بحب بورخيس، ثم بصداقته فيما بعد، كما كانت متلقية لمجموعة من رسائل الحب التى أظهرت إلى أى مدى كان مؤلف " فيكيونيس" الذى كان يمقت العاطفة في الأدب، عاطفيًا للغاية في الحياة.
وقد كتبت في كتاب ذكرياتها الإنشادية:
لقد أثر فيّ موقف بورخيس. أحببت ما كنت عليه بالنسبة له، وما رآه فيّ. من الناحية الجنسية كنت غير مبالية به، حتى أنني لم أكن أكرهه. أما قبلاته الخرقاء الخشنة، التي كانت دائماً في الوقت غير المناسب، فقد كنت أتقبلها بتنازل. لم أتظاهر أبدًا بأنني أشعر بما لم أشعر به.
وقد ألهمت شخصية إستيلا بورخيس في بعض جوانب قصة "الألف"، وهي واحدة من أفضل قصصه. وقد أهداها القصة وأهداها المخطوطة الأصلية التي أهداها لها إستيلا بعد أربعة عقود في مزاد سوذبيز وباعها بأكثر من 25,000 دولار أمريكي للمكتبة الوطنية الإسبانية.
وفي تحدٍ لوالدته، التي كانت إستيلا منبوذة بالنسبة لها، طلب بورخيس الزواج منها. انتهى هذا الحب غير المكتمل، المؤلم دائمًا، في نهاية عام 1952.
بالتعاون مع سيلفينا بولريتش، نشر "إل كومبادريتو" عام 1945. وبالاشتراك مع بيوي كاساريس، نشر في عام 1946 "نموذج للموت" مستخدمًا الاسم المستعار "ب. سواريث لينش"، وباسم "هـ. بوستوس دوميك"، نشر "خيالان لا يُنسيان"، وهو مجلد لقصص التشويق البوليسية. أوضح بورخيس لاحقًا أن "سواريث" جاء من اسم جده وأن "لينش" يمثل الجانب الأيرلندي من عائلة بيوي. أسس وأدار مجلة "حوليات بوينس آيرس" (التي انتهت بعد 23 عددًا في ديسمبر 1948). في المجلة، تعاون بورخيس وبيوي باسم مستعار جديد: "ب. لينش ديفيس". بين عامي 1947 و 1948، قام بتحرير مقال "دحض جديد للزمن" ونشر "الأعمال المختارة". في عام 1949، نُشر عمله الروائي الشهير "الألف"، وهو كتاب ينتمي للأدب الفانتازي، والذي يعتبره النقاد بالإجماع تقريبًا أفضل مجموعة قصصية له.
في عام 1946، انتُخب خوان دومينغو بيرون رئيسًا، متغلبًا بذلك على الاتحاد الديمقراطي. بورخيس، الذي كان قد دعم الأخير، أعلن صراحة معارضته للحكومة الجديدة. لازمته سمعته كمعارض للبيرونية طوال حياته. بخصوص الحكومة الجديدة، التي اعتبرها بورخيس ديكتاتورية، صرح:
"الديكتاتوريات تشجع القمع، الديكتاتوريات تشجع الخنوع، الديكتاتوريات تشجع القسوة؛ والأشنع من ذلك أنها تشجع الغباء. أزرار تتمتم بالأوامر، تماثيل للزعماء، هتافات بالتحية والموت محددة مسبقًا، احتفالات إجماعية، مجرد الانضباط يحتل مكان الفطنة... مكافحة هذه الرتابات المحزنة هي واحدة من واجبات الكاتب الكثيرة. هل يجب أن أذكر قراء مارتن فييرو ودون سيغوندو سومبرا بأن الفردانية فضيلة أرجنتينية قديمة؟"
شعر بورخيس بأنه مضطر للاستقالة من وظيفته كأمين مكتبة عندما عينته الحكومة "مفتشًا لأسواق الدواجن". تم اعتقال والدته وشقيقته، اللتين كانتا أيضًا مناهضتين للبيرونية، من قبل الشرطة. هذا يفسر شتائمه العديدة ضد البيرونية: "البيرونيون ليسوا جيدين ولا سيئين، إنهم غير قابلين للإصلاح"، أو "البيرونية شيء لا يصدق"، أو "البيرونيون هم أناس يتظاهرون بأنهم بيرونيون للحصول على ميزة". وفقًا له، عارض البيرونية لأنها كانت "قاتلة للحرية وذات جذور فاشية". اضطر بورخيس بحكم الضرورة إلى أن يصبح محاضرًا متنقلًا في مختلف المقاطعات الأرجنتينية والأوروغوايية. لذلك، كان عليه التغلب على تلعثمه وخجله بمساعدة طبية. كما دفعته الحاجة إلى البدء في مهمة التدريس كأستاذ للأدب الإنجليزي في المعهد الحر للتعليم الثانوي، ولاحقًا في الجامعة الكاثوليكية.

### نضوجه الأدبي
شهدت بدايات عقد الخمسينيات بداية الاعتراف ببورخيس داخل الأرجنتين وخارجها. عينته جمعية الكتاب الأرجنتينيين رئيسًا لها في عام 1950، وهو منصب استقال منه بعد ثلاث سنوات. ألقى محاضرات في جامعة الجمهورية في أوروغواي، حيث ظهر مقاله "جوانب من أدب الغاوتشو". قام بتحرير "آداب جرمانية قديمة" في المكسيك، بالتعاون مع ديليا إنجينيروس. وفي نفس العام أيضًا، نُشرت في باريس أول ترجمة فرنسية لأعماله السردية ("خيالات") وفي بوينس آيرس سلسلة القصص "الموت والبوصلة". في عام 1952، ظهرت مقالات "استقصاءات أخرى" وأعيد نشر مقال عن لغويات بوينس آيرس بعنوان "لغة الأرجنتينيين"، جنبًا إلى جنب مع "لغة بوينس آيرس" لخوسيه إدموندو كليمنتي. كما ظهرت الطبعة الثانية من "الألف"، بقصص جديدة. تُرجمت بعض الروايات من هذا الكتاب إلى الفرنسية بواسطة روجيه كايوا ونُشرت في باريس عام 1953 باسم "متاهات". في ذلك العام، نشر بورخيس "مارتن فييرو"، وهو مقال صدرت منه طبعة ثانية في نفس العام. تحت رعاية خوسيه إدموندو كليمنتي، بدأت دار النشر إميسيه في نشر "الأعمال الكاملة" له. في عام 1954، أخرج المخرج السينمائي ليوبولدو توري نيلسون فيلم "أيام الكراهية"، المقتبس من قصة بورخيس "إيما تسونتس".
في عام 1956، فاز بالجائزة الوطنية للآداب في الأرجنتين، التي تُمنح كل عامين. "كالعادة، استقبل بورخيس هذا التكريم بشيء من السخرية. في حديثه مع جان دي ميليريه بعد عشر سنوات، علق بأنها كانت، إلى حد ما، جائزة سياسية. ربما كان على حق. في ذلك الوقت، أرادت الحكومة العسكرية التأكيد على أن موقفها تجاه الثقافة كان معاكسًا لموقف بيرون وأنها بذلك قد أعادت الكرامة للثقافة الأرجنتينية".
بورخيس يُعين عضوًا في الأكاديمية الأرجنتينية للآداب
بعد انقلاب عسكري - أطلق عليه اسم "الثورة التحريرية" - أطاح بحكومة بيرون، تم تعيين بورخيس في عام 1955 مديرًا للمكتبة الوطنية، وهو منصب شغله لمدة 18 عامًا. في ديسمبر من نفس العام، تم ضمه إلى الأكاديمية الأرجنتينية للآداب. نشر "لوس أورييروس"، "جنة المؤمنين"، "قصص قصيرة وغير عادية"، "شعر الغاوتشو"، "الأخت إلويسا" و"ليوبولدو لوغونيس". كما تم تثبيته في كرسي الأدب الألماني، ثم كمدير لمعهد الأدب الألماني في كلية الفلسفة والآداب بجامعة بوينس آيرس. خصصت له مجلة "سيوداد" مجلدًا نقديًا وببليوغرافيًا عن أعماله. ظهرت "خيالات" بالإيطالية تحت عنوان "مكتبة بابل". بعد عدة حوادث وبعض العمليات الجراحية، منعه طبيب عيون من القراءة والكتابة. على الرغم من أنه كان لا يزال يميز الأضواء والظلال، إلا أن هذا الحظر غيّر ممارسته الأدبية بشكل كبير. أصبح بورخيس أعمى تدريجيًا نتيجة للمرض الخلقي الذي أصاب والده بالفعل. لم يكن الأمر مفاجئًا ("لقد امتد منذ عام 1899 دون لحظات درامية، شفق بطيء استمر لأكثر من نصف قرن")، بل كان عملية تدريجية؛ ومع ذلك، لم يمنعه هذا من مواصلة مسيرته ككاتب وناقد ومحاضر، ولم يعنِ له التخلي عن القراءة - كان يطلب من الآخرين القراءة له بصوت عالٍ - ولا عن تعلم لغات جديدة. إن تعيينه مديرًا للمكتبة الوطنية، وفي نفس العام إدراكه لتفاقم عماه، اعتبره بورخيس مفارقة من القدر. وقد روى ذلك بنفسه في محاضرة بعد عقدين من الزمن: "شيئًا فشيئًا بدأت أفهم المفارقة الغريبة للأحداث. كنت دائمًا أتخيل الجنة في هيئة مكتبة. وها أنا ذا. كنت، بطريقة ما، مركزًا لتسعمائة ألف مجلد بلغات مختلفة. تأكدت من أنني بالكاد أستطيع فك رموز أغلفة الكتب وعناوينها. عندها كتبت 'قصيدة العطايا . بفقده عمله ومع بدء ضعف بصره بالتدريج أصبح بورخيس غير قادر على إعالة نفسه ككاتب، فبدأ عملا جديدا محاضراً عاماً. وبالرغم من وجود بعض الاضطهاد السياسي فقد كان بورخيس ناجحا إلى حد معقول وأخذت شهرته تزداد بين الناس حتى عين في منصب رئيس جمعية الكتاب الأرجنتينيين (1950 - 1953 م) وأستاذاً للإنجليزية والأدب الأمريكي (1950 - 1955 م) في الجمعية الأرجنتينية للثقافة الإنجليزية. وتم إنتاج قصته القصيرة «إما زونز» في فيلم باسم «أيام الغضب» (Días de odio) في عام 1954 م، من إخراج الأرجنتيني ليوبولدو توري نلسون. وفي تلك الفترة أيضا بدأ بورخيس كتابة المسرحيات.
في عام 1955 م، بعد قيام مبادرة أوكامبو، عين بورخيس من قبل الحكومة العسكرية المناهضة للبارونية رئيساً للمكتبة العام.  وكان بورخيس عندها قد فقد بصره تماما، كسابقه الشهير بول غروساك الذي كتب له بورخيس نعي. وقد علق بورخيس على هذه المصادفة الساخرة في أحد أعماله فقال:
| لا أقلل بدمعي وعتبي ما رأينا من إبداع ربي في تناقض ما لم بي يعطيني معا الظلام والكتب | Nadie rebaje a lágrima o reproche Esta demostración de la maestría De Dios, que con magnífica ironía Me dio a la vez los libros y la noche. |

وفي العام التالي حصل على الجائزة الوطنية للأدب وعلى أول دكتوراة فخرية له من جامعة كويو.
في عام 1956 ألقى دورة في الأدب الإنجليزي في جامعة بوينس آيرس، حيث عُيِّن لاحقًا أستاذًا رسميًا. كما نال درجة الدكتوراه الفخرية من جامعة كويّو، وتولى رئاسة جمعية الكُتّاب الأرجنتينيين. في مونتيفيديو، انتقد بشدة نظام بيرون المُطاح به، وعبّر عن تأييده للثورة المحرِّرة، الأمر الذي جلب عليه انتقادات لاذعة من شخصيات بارزة مثل إرنستو ساباتو وإزيكييل مارتينيز إسترادا. ومنذ ذلك الحين، ظل ساباتو وبورخيس، وإن لم يكن بينهما عداوة صريحة، على خلاف سياسي واضح حتى عام 1973. حينها، وبتشجيع من أورلاندو باروني عقب لقاء عابر في مكتبة، بدأت سلسلة من الجلسات الحوارية بين الكاتبين، تناولا فيها موضوعات تتراوح بين الأدب والفلسفة والسينما واللغويات. وقد جُمعت تلك الحوارات لاحقًا في كتاب بعنوان حوارات: بورخيس-ساباتو.
بين عامي 1957 و1960، نشر دليل علم الحيوان الخيالي والصانع ، وهو مجموعة من النصوص القصيرة والقصائد أهداه إلى ليوبولدو لوغونيس. كما قام بتحديث جديد لمجموعته الشعرية قصائد، ونشر في صحيفة لا ناسيون قصيدته الشهيرة 'الحدود. وتحت إشرافه، بدأت المرحلة الثانية من مجلة المكتبة. كذلك، بالتعاون مع صديقه أدولفو بيوي كاساريس، حرر أنطولوجيا كتاب السماء والجحيم. استمرّت أعماله في الترجمة إلى العديد من اللغات؛ فقد تُرجمت تحقيقات أخرى إلى الفرنسية بعنوان تحقيقات، و الألف إلى الألمانية بعنوان المتاهة، كما نُشرت مجموعة من قصص الألف وخيالات باللغة الإيطالية تحت عنوان الألف. وخلال هذه الفترة، نُشرت الأجزاء السادس إلى التاسع من أعماله الكاملة. وبحلول عام 1960، ارتبط بالحزب المحافظ.
في عام 1961، نال جائزة الأدب الدولية، مناصفة مع صامويل بيكيت، وقيمتها عشرة آلاف دولار، وقد منحها له مؤتمر الناشرين الدوليين في فورمينتور، مايوركا. ساهم هذا التكريم في انتشاره عالميًا، وساهم في ترجمة أعماله إلى لغات كثيرة: كالإنجليزية، والفرنسية، والألمانية، والسويدية، والنرويجية، والدنماركية، والإيطالية، والبولندية، والبرتغالية، والعبرية، والفارسية، واليونانية، والسلوفاكية، والعربية، وغيرها. في هذا الوقت، صدرت أنطولوجيا شخصية من منشورات سور . وسافر مع والدته إلى الولايات المتحدة بدعوة من جامعة تكساس ومؤسسة تينكر في أوستن، حيث ألقى محاضرات ودورات في الأدب الأرجنتيني لمدّة ستة أشهر. وفي نيويورك، نُشرت أنطولوجيا لقصصه بعنوان متاهات ، كما تُرجمت تاريخ الخزي العالمي إلى الألمانية. وفي عام 1962، عُرض الفيلم رجل الزاوية الوردية ، المقتبس من إحدى قصصه، وأخرجه رينيه موخيكا. كما أنهى سيرة ذاتية عن الشاعر ألمافويرتي. وفي عام 1963، سافر إلى أوروبا برفقة والدته، حيث ألقى عددًا من المحاضرات، ثم عاد إلى بوينس آيرس ليُنجز أنطولوجيا عن إيفاريستو كارييغو.
وفي عام 1965، وبالاشتراك مع ماريا إستر فاسكيز، نشر مقدمة في الأدب الإنجليزي، ثم تلاها في العام التالي الآداب الجرمانية في العصور الوسطى . وفي العام 1967، صدرت مقدمة في الأدب الأمريكي الشمالي بالتعاون مع إستر زيمبورين، كما نُشرت وقائع بوستوس دوميك، ثم مجموعته من الميْلونغات والتانغو بعنوان لأوتار الغيتار الست ، مرفقة برسوم الفنان هيكتور باسالدو، وقصته المتسللة.
وفي الحادي والعشرين من سبتمبر عام 1967، تزوّج بورخيس، البالغ من العمر 68 عامًا، من الأرملة إلسا أستيتي ميّان، ذات السبعة والخمسين عامًا، في كنيسة. في البداية، عاشا في منزل بورخيس حيث كانت والدته، ليونور آثيبيدو، تقيم معهم. وفقًا لإلسا، لم تسعَ ليونور إلى الإضرار بعلاقتهما، لكن أصدقاء بورخيس ذكروا أن غيرتها كانت رهيبة. وبعد أشهر من الزواج، انتقلا إلى شقة خاصة بهما، وهناك اشتدت حدة التوتر بين الأم والزوجة، حتى اضطر بورخيس إلى زيارة والدته خلسة. تلك التجربة كشفت لهما حقيقة لا مفر منها: العيش المشترك كان لا يُطاق. وفي مقابلة أجريت مع إلسا عام 1993، صرّحت بأنها لم تكن سعيدة معه، قائلة: «كان انطوائيًا، صامتًا، قليل المودة، يعيش في عالم لا واقعي، أثيري، لا يمكن التنبؤ به». واستمر زواجهما حتى أكتوبر عام 1970.
بين عامي 1967 و1968، ألقى بورخيس ست محاضرات حول الشعر في جامعة هارفارد، وتطرّق خلالها إلى تأملاته حول "القصيدة المثالية". وفي عام 1968، نشر مع مارغريتا غيريرو نسخة موسعة من دليل علم الحيوان الخيالي تحت عنوان كتاب الكائنات المتخيلة. كما ظهرت في العام ذاته أنطولوجيا شخصية جديدة. وسافر إلى سانتياغو دي تشيلي للمشاركة في مؤتمر المثقفين المناهضين للعنصرية، كما زار أوروبا وإسرائيل لإلقاء المحاضرات. أخرج المخرج هوغو سانتياغو فيلم الغزو عن قصة كتبها مع بيوي كاساريس. وفي عام 1969، أعدّ وراجع مجموعتين شعريتين: الآخر، نفسه ومديح الظل ، وقد لاقى الأخير نجاحًا كبيرًا وتُرجم مرتين خلال العام ذاته. كما نُشرت ترجمته واختياره لأعمال والت ويتمان أوراق العشب مرفقة برسوم الفنان أنطونيو برني. وبعد فترة من التوقف عن كتابة القصص، جمع عددًا من حكاياته في كتاب تقرير برودي الذي صدر في أغسطس 1970.

### شهرته دوليا

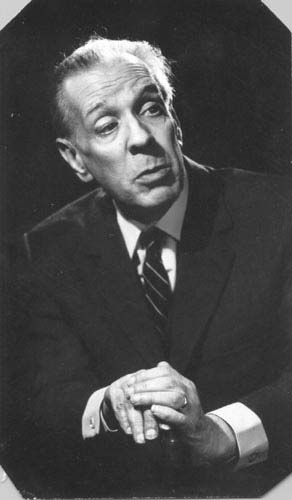
بورخيس في 1967

بدأت شهرة بورخيس الدولية في مطلع عقد 1960. ففي عام 1961م حصل على جائزة فورمنتر مشاركة مع صاموئيل بيكيت. ولما كان هذا الأخير معروفاً وذا اسم عند متكلمي الإنجليزية في حين كان بورخيس غير معروف عندهم وأعماله غير مترجمة، أخذ الفضول يدور حول هذا الكاتب المغمور الذي شارك الجائزة مع بيكيت. قامت الحكومة الإيطالية بمنحه لقب قائد تكريماً له، كما عينته جامعة تكساس في أوستن لسنة واحدة. قاد هذا الأمر إلى قيام بورخيس بجولة لإعطاء المحاضرات في الولايات المتحدة، ثم ظهر أول ترجمة لأعماله بالإنجليزية في 1962م، وتبع ذلك جولات في أوروبا ومنطقة الأنديز في أمريكا الجنوبية في سنوات لاحقة. منحته إليزابيت الثانية ملكة المملكة المتحدة وسام الإمبراطورية البريطانية في عام 1965م. وقد حصل بورخيس بعد ذلك على عشرات الأوسمة والتكريمات في ما تلى من سنوات، ومثال ذلك حصوله على وسام جوقة الشرف الفرنسية وجائزة سيرفانتس.
بدأ بورخيس في عام 1967م تعاوناً مع المترجم الأمريكي نورمان توماس دا جيوفاني، والذي يرجع له الفضل في شهرته بين متحدثي الإنجليزية. كما تابع أيضاً نشر الكتب مثل كتاب «كتاب البدايات الخيالية» في عام 1967م، والذي كتبه بالمشاركة مع مارغريتا غيوريرو، و«تقرير الدكتور برودي» في 1970م ، و«كتاب الرمل» في 1975وكذلك فقد أعطى العديد من المحاضرات والتي جمع معظمها في مجلدات مثل مجلد «سبع ليال»و«تسع اختبارات دانتية».
في عام 1971، كشف بورخيس النقاب عن قصة مطوّلة بعنوان “الكونغرس” في بوينس آيرس، ومن ثم، في العام التالي، طار إلى الولايات المتحدة، حيث أمطروه بالتكريمات وألقى محاضرات في جامعات مرموقة. وعند عودته، أهدى قراءه ديوان “ذهب النمور”، وتلقى في عيد ميلاده، يوم الرابع والعشرين من أغسطس، تكريماً فريداً: طُبِعت قصته “الآخر” بشكل خاص.
في سنة 1973م، نال بورخيس لقب مواطن شرفي لمدينة بوينس آيرس، وطلب في الوقت ذاته التقاعد من منصبه كمدير للمكتبة الوطنية. كما جُمعت أعماله الكاملة لأول مرة في مجلد نشرته دار “إميسي”. وفي مدينة ميلانو، قدّم فرانكو ماريا ريتشي إصداراً فاخراً من “الكونغرس”، زُيِّن بحروف مذهّبة. ومع عودة البيرونية إلى الحكم عبر صناديق الاقتراع، لم يتردد بورخيس في وصف عهد بيرون الأول بـ”سنوات العار”. وفي مقابلة لاحقة، اعترف بأنه صوّت لحزب “القوة الجديدة”، وهو حزب يميني صغير بمرشحه الرئاسي خوليو تشاميزو، موضحاً أن صوته كان بناءً على طلب والدته المريضة، ومعبّراً عن أسفه لما أسماه “صوتاً ضائعاً”.
وفي عام 1975م، أبصر النور ديوان “الوردة العميقة” ومجموعة القصص “كتاب الرمل”، إلى جانب “مقدمات”. كما تُوفيت والدته عن عمر ناهز التاسعة والتسعين. منذ ذلك الحين، بدأت سلسلة أسفار إلى بلاد مختلفة من العالم وتابع سفره هذا حتى وفاته. وتم كذلك عرض فيلم “الميت”، المقتبس عن إحدى قصصه، وأخرجه هيكتور أوليفيرا.

### حياته الشخصية

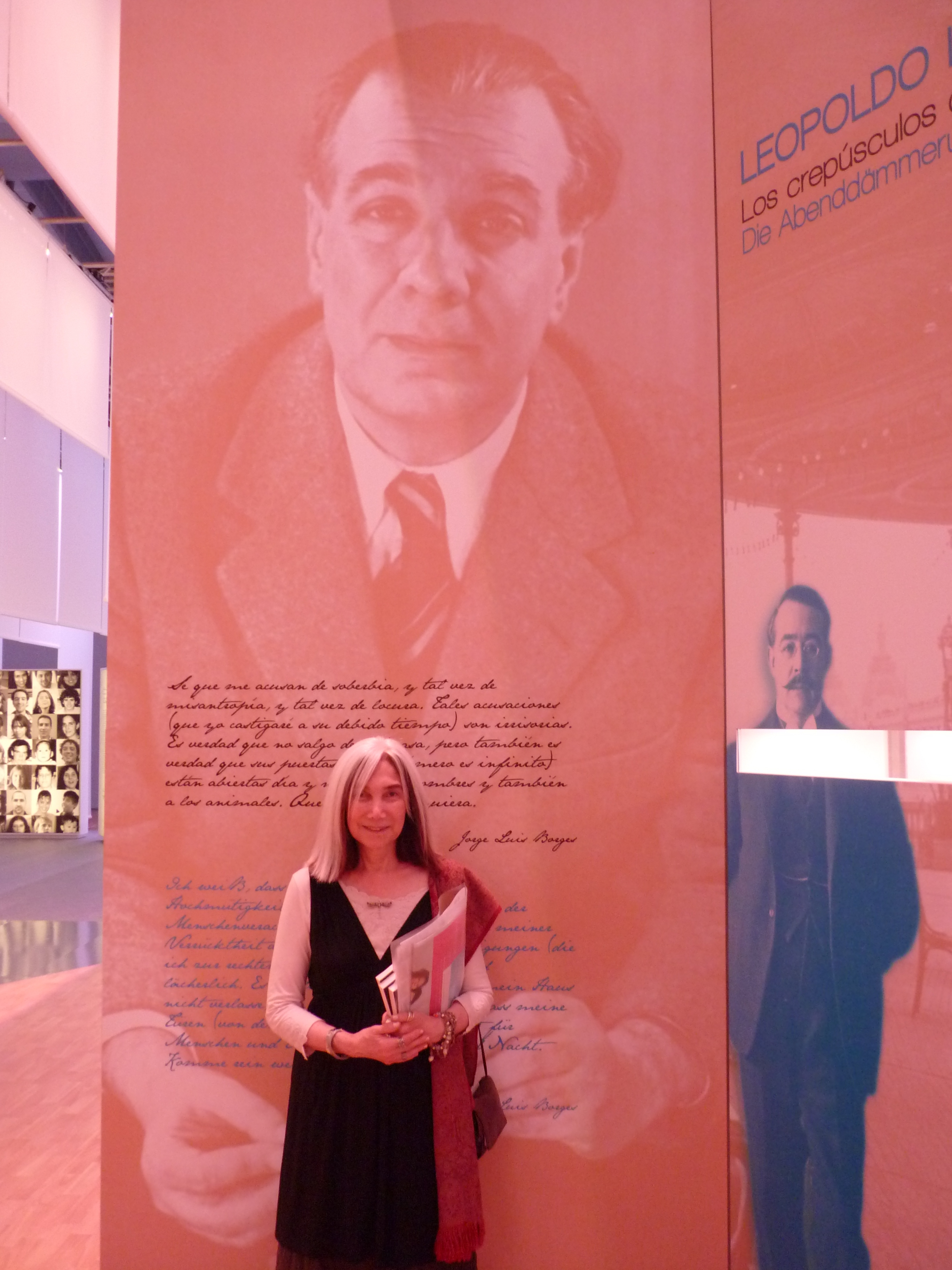
ماريا كوداما، سكرتيرة بورخيس الأدبية ومساعدته وزوجته في آخر شهور حياته

زوج بورخيس مرتين، ففي عام 1967م أرادت أمه، التي كانت تناهز التسعين عاماً آنذاك، أن تجد امرأة ترعى ابنها بعد وفاتها. لذلك فقد قامت والدته وأخته نورا بترتيب زواج بورخيس من امرأة ترملت حديثاً اسمها إليسا أستيتي ميلان، غير أن الزواج لم يكن كاملاً فلم يجامعها، وقد عبّر عن رأيه ذاك بقوله «المرايا والجماع أمران مقيتان لأنهما يضاعفان عدد الرجال». كان الزوجان يعيشان تحت سقف واحد ولكن في غرف منفصلة، وكانت علاقتهما كتلك التي وصفها في قصته «ألف»، ولم يدم هذا الزواج لأكثر من ثلاث سنوات، طلب بورخيس مساعدة أصدقائه أدولفو بيوي كاسارس ونورمان دا جيوفاني وهوغو سانتيغو لسؤال إليسا الطلاق، وذلك لأنه كان خائفاً من مواجهتها. بعد الطلاق رحل بورخيس ليعيش مع والدته التي عاش معها طيلة حياته حتى وفاتها عن 99 عاماً (انظر كتاب «دروس المعلم» لدا جيوفاني).
خلال سنواته الأخيرة عاش بورخيس وحيداً في شقة صغيرة كان قد عاش فيها مع والدته، وكانت تعتني به مساعدتهم لسنوات عديدة واسمها فاني (كتاب «السيد بورخيس» لفاني). غادر بورخيس بوينس آيرس في زيارة قصيرة إلى مدن أوروبية في نهاية عام 1985م، وكان وقتها مصاباً بالسرطان، لكنه لم يعد من رحلته تلك. قبيل وفاته، أصبحت رفيقة أسفاره طالبة سابقة، ثم سكرتيرته، ثم في شيخوخته، زوجته الثانية: ماريا كوداما. وأملى عليها قصة “سيلفانو أكوستا”، حيث عبّر فيها عن شعوره بالذنب تجاه جدّه العسكري، فرانثيسكو بورخيس، الذي أمر بإعدام شاب يُدعى سيلفانو أكوستا لانضمامه إلى صفوف الغاوتشو الثائرين بقيادة لوبيث خواردان.

### سنواته الأخيرة
في السادس والعشرين من أبريل من عام 1986م، تزوج بكوداما زواجاً بالوكالة في كولونيا باراغوايّة. وبعد أسابيع، في الرابع عشر من يونيو، توفي في جنيف عن عمر يناهز السادسة والثمانين، إثر إصابته بسرطان الكبد والتهاب رئوي مزمن. ووفقاً لصديقه بيوي كاساريس، حضر وفاته مترجمه إلى الفرنسية، جان بيير بيرنيس، الذي قال: “مات وهو يردد صلاة الأبانا، قالها بالأنغلوساكسونية، ثم بالإنجليزية القديمة، فالفرنسية، ثم الإسبانية.”
وقد دُفن في “مقبرة الملوك”في جنيف، المدينة التي درس فيها دراسته الجامعية. شاهد قبره، المنحوت من صخر خشن أبيض على يد النحات الأرجنتيني إدواردو لونغاتو، يحمل من الأمام اسمه، وتحته عبارة بالأنغلوساكسونية:، أي “وألا يخافوا”، إلى جانب رسم دائري لسبعة محاربين، وصليب غالي صغير، وسني ميلاده ووفاته (1899/1986). أما خلفية القبر، فتحمل عبارة من ملحمة “ساغا فولسونغا” الإسكندنافية: “أخذ السيف، غرام، ووضعه عارياً بينهما”، وهي عبارة استخدمها بورخيس كإهداء في قصته “أولريكا”، وفيها شخصية تُدعى خافيير أوتالورا. وتحت هذا النقش، رُسمت سفينة فايكنغ، ثم نُقشت العبارة: “من أولريكا إلى خافيير أوتالورا”، التي يمكن تفسيرها كتحية وداع من ماريا كوداما إلى بورخيس.
قبل بضعة أسابيع من وفاته، دهش الجميع عندما أعلنت كوداما أنها قد تزوجت منه في الباراغواي (الدولة التي كان يعمها الفساد تحت حكم ستروسنر في ذلك الوقت)، وأنها قد حصلت على الحقوق الحصرية لاستعمال أعمال بورخيس تجارياً، الأمر الذي قد عملت به بكثافة منذ موته. حالياً، يقضي القنصل البارغواني في جنيف في ذلك الوقت (وهو أرجنتيني) عقوبته في السجن بتهمة الفساد، وذلك لبيعه وثيقة زواج غير قانونية للآنسة كوداما.
وفي فبراير 2009، طُرِح مشروع لنقل رفاته إلى مقبرة ريكوليتا في بوينس آيرس، ما أثار جدلاً واسعاً، إلا أن كوداما عارضت ذلك بشدة، وجرى لاحقاً التخلي عن الفكرة

## بورخيس وتيار الأولترايسمو
في 25 يناير 1921، صدر العدد الأول من المجلة الأدبية الإسبانية "اولترا"، التي كانت – كما يوحي اسمها – المنبر الرئيس لنشر أفكار حركة الألترايسمو. ومن بين أبرز المشاركين فيها كان خورخي لويس بورخيس، ورافائيل كانسينوس-أسينس، ورامون غوميث دي لا سيرنا، وغييرمو دي تورّي، الذي تزوج لاحقًا من نورا بورخيس، شقيقة الكاتب.
وقد عرّف كانسينوس الحركة بقوله:
«الألترايسمو هو إرادة هائلة تتجاوز كل الحدود المدرسية. إنه توجه نحو تطورات مستمرة ومتكررة، هدفه الحفاظ على شباب أدبي دائم، وهو قبول مُسبق لكل شكل ولكل فكرة جديدة. إنه يمثل التزامًا بالتقدّم مع الزمن.»
وعن ذلك كتب بورخيس الشاب سنة 1921 في مجلة نوسوترس ما يلي:
«كُتبت هذه الكلمات في خريف عام 1918. واليوم، بعد مرور عامين على تجارب شعرية متعددة قام بها نحو ثلاثين شاعرًا في المجلات الإسبانية Cervantes وGrecia – وكانت الأخيرة بقيادة إسحق ديل فاندو-بييار – يمكننا تحديد وتقييد تلك العبارة الواسعة والحذرة التي قالها الأستاذ [كانسينوس]. ويمكن تلخيص الموقف الحالي للألترايسمو في المبادئ التالية:
• تقليص الشعر الغنائي إلى عنصره الأساسي: الاستعارة.
• حذف العبارات الوسيطة، والروابط، والصفات غير الضرورية.
• إلغاء الزخارف التجميلية، والاعترافات الشخصية، والإفراط في التفاصيل، والمواعظ، والغموض المتكلف.
• دمج صورتين أو أكثر في صورة واحدة، لتعزيز قدرتها على الإيحاء.
إن القصائد الألترايسية تتكون، إذًا، من سلسلة من الاستعارات، لكل واحدة منها قدرة إيحائية خاصة، وتلخص رؤية جديدة لجزء من الحياة. أما الاختلاف الجذري بين الشعر السائد وشعرنا، فهو كالتالي: في الشعر التقليدي، يتم تضخيم الاكتشاف الشعري وتطويره وتوسيعه؛ أما في شعرنا، فيُدوّن باختصار. ولا تظنوا أن هذا الأسلوب يقلّل من قوته العاطفية!»
وفي المقال نفسه، اختتم بورخيس كلامه قائلاً:
«لم تفعل القصيدة الغنائية حتى الآن شيئًا سوى التأرجح بين السعي وراء التأثيرات السمعية أو البصرية، والرغبة في التعبير عن شخصية الشاعر. المحاولة الأولى تخصّ الرسم أو الموسيقى، أما الثانية فمرتكزة على خطأ نفسي، إذ إن “الشخصية”، أو “الذات”، ما هي إلا تسمية جماعية واسعة تشمل تعدد الحالات الشعورية.
كل حالة جديدة تضاف إلى الحالات الأخرى تصبح جزءًا أساسيًا من الذات وتعبّر عنها: سواء كانت شخصية أو خارجية.
أي حدث، أو إدراك، أو فكرة، يعبّر عنا بنفس القوة؛ أي يمكن أن يضاف إلينا…
إن الألترايسمو، بتجاوزه هذا الإصرار العقيم على تثبيت “أنا” متغيّرة في كل لحظة، يهدف إلى الغاية الأولى لكل شعر: تحويل الواقع المحسوس للعالم إلى واقع داخلي وعاطفي.
بعد عام، نشر بورخيس في المجلة نفسها مختارات من القصائد الألترايستية
بعد سنوات، سيرفض بورخيس، بل ويزدري، تلك البدايات من أعماله وكل ما له علاقة بالألترايسية. حماسه في تلك الحقبة، خلال سنوات — من 1919 إلى 1922 — سرعان ما تحوّل إلى ازدراء بل وعدوانية. فقد أصبح يعتبر تقنية القصيدة الألترايستية مجرد تفاهة: تتابع من الإدراكات المتفرقة، مسبحة من الصور الحسية، التشكيلية واللافتة للنظر. وكانت النتيجة أنه، رغم أنه نقل فيروس أولترايستي إلى بعض الشباب الأرجنتينيين من المبتدئين في الشعر، فإنه بعد سنوات قليلة فقط، لم يتردد بورخيس في وصف تلك التجارب بأنها قصائد جافة لطائفة ألترايستية خاطئة.

في الواقع، بحلول عام 1966، كان بورخيس يرى أن "عقيدة الاستعارة" باطلة، لذلك...
يكفي بيت شعري واحد خالٍ من الاستعارات لإثبات أن الاستعارة ليست عنصراً أساسياً، ليخلص إلى أن خطأ الألترايستية (...) كان في عدم الإثراء، في الاكتفاء بالمنع فقط. فعلى سبيل المثال، كنّا تقريباً جميعاً نكتب من دون علامات ترقيم. كان سيكون أكثر إثارة للاهتمام اختراع علامات جديدة، أي إثراء الأدب (...) لقد كانت الألترايستية ثورة تمثلت في حصر الأدب في صورة بلاغية واحدة، هي الاستعارة.

## بورخيس و القصص القصيرة
على غرار معاصره فلاديمير نابوكوف، ومن قبله بقليل جيمس جويس، كان بورخيس يجمع بين اهتمامه بموطنه الأصلي واهتمامات أوسع بكثير. كما كان يشترك معهما في تعدد اللغات وحبه للعب باللغة، لكن بخلاف نابوكوف وجويس، اللذين اتجها مع مرور الوقت إلى كتابة أعمال أطول، لم يكتب بورخيس رواية قط. ولمن كانوا يلومونه على هذا النقص، كان يرد بأن تفضيلاته تميل نحو القصة القصيرة، التي يراها جنسا أدبيا أصيلاً، بخلاف الرواية التي تفرض على الكاتب الحشو. وكان، عموماً، يفضل القصص القصيرة التي كتبها المؤلفون الذين جربوا الجنسين الأدبيين، القصة والرواية. فعن فرانتس كافكا، على سبيل المثال، كان يرى أن قصصه القصيرة أفضل من روايته المحاكمة. وفي مقدمة خيالات، قال بورخيس إن "تأليف كتب ضخمة هو ضرب من الهذيان المرهق والمفقر؛ وأن التوسع في فكرة واحدة عبر 500 صفحة أمر يمكن التعبير عنه شفهياً وبإتقان خلال بضع دقائق".

## بورخيس والسياسة
أنا لا أؤمن بالسياسة، بل بالأخلاق. لم تتدخل السياسة أبدًا في عملي الأدبي، رغم أنني لا أشك في أن هذا النوع من المعتقدات يمكن أن يضفي العظمة على عمل أدبي. انظروا، على سبيل المثال، إلى والت ويتمان، الذي آمن بالديمقراطية، فاستطاع أن يكتب "أوراق العشب"، أو إلى نيرودا، الذي جعله الشيوعية شاعرًا ملحميًا عظيمًا... أما أنا، فلم أنتمِ أبدًا إلى أي حزب، ولا أمثل أي حكومة... أنا أؤمن بالفرد، ولا أؤمن بالدولة. ربما لا أكون أكثر من فوضوي مسالم وصامت، يحلم بزوال الحكومات. إن فكرة وجود أكبر قدر من الفرد وأقل قدر من الدولة، هي ما أتمناه اليوم...
كان للاسلطوية فلسفية ذات الجذور الليبرالية المستمدة من سبنسر، والتي تعلّمها من والده وتغذّت من خلال محادثاته مع ماسيدونيو فرنانديث، أثرٌ عميق على بورخيس، إذ شكلت أساسًا لرفضه القاطع لأي طغيان ذي طابع شخصي. وخلال شبابه، شارك بورخيس بنشاط في الاتحاد المدني الراديكالي، بتأثير من جده إيسيدورو أسيبيدو لابريدا، الصديق الشخصي لـ لياندرو أليِم. لكنه في وقت لاحق انضم إلى الحزب الديمقراطي المحافظ للعاصمة الفيدرالية، حيث وقّع استمارة العضوية رقم 12013، وذلك قبل أيام من الانتخابات الرئاسية لعام 1963، بناءً على دعوة من القيادي إميليو خ. هاردوي.وفي خطاب ألقاه بورخيس في مقر الحزب الديمقراطي المحافظ، بشارع رودريغيز بينيا 525، بعد انضمامه، قال: "أشعر بسعادة كبيرة بينكم. ولو كنت مضطرًا لأن أفسّر هذا الشعور، لقلت إن الساعات التي اتسمت بأكبر قدر من الكرامة والطمأنينة في تاريخ الوطن، تعود إلى هذا الحزب". وفي عام 1928 كتب عن هيبوليتو يريغوين:
تفسير هذه القناعة اليريغوينيّة هو مهمة سهلة. إنها تعادل التفكير أمام الآخرين بما فكرت به بالفعل في قلبي. يريغوين هو الاستمرارية الأرجنتينية.
إنه الفارس البويرتي الذي عرف حماسة الألسينية (التي تعود إلى الزعيم ألسينا) و مناضلة بارك الكبرى، الذي ما زال يُصرّ على منزل صغير (مكان له جوّ من الوطن حتى بالنسبة لأولئك الذين ليسوا منه)، ولكنه الأكثر تذكّرًا بذاكرة نبوئية ومتفائلة بمستقبلنا.
إنه القائد الذي، بسلطة القائد، قد أعلن الحكم القاطع بموت جميع أنواع القوادة؛ هو الحاضر الذي، دون أن ينسى الماضي، وبتقديره له، يصنع المستقبل (...) يريغوين، المؤامِر النبيل من أجل الخير، لم يكن بحاجة إلى أن يقدم لنا عرضًا آخر غير حياته المتقدة، المكرسة بإخلاص عميق للوطن."

رسالة من بورخيس إلى راوول غونزاليس تونيون في مارس 1928
يشهد الكمّ الكبير من القصص والحكايات عن بورخيس على لا مبالاته تجاه اليوتوبيا السياسية. فقد اعتبر انتماءه إلى الحزب المحافظ "شكلاً من أشكال الشك". ومن أكثر الحوادث التي تُروى عنه شهرةً: "في صباح أحد أيام أكتوبر من عام 1967، كان بورخيس يقدّم درسه في الأدب الإنجليزي في الكلية. دخل أحد الطلاب فجأةً وقطع عليه الحديث ليُعلن عن مقتل تشي غيفارا وعن تعليق الدروس فوراً لتكريمه. فردّ بورخيس بأن التكريم يمكنه أن ينتظر بالتأكيد. ساد التوتر. أصرّ الطالب قائلاً: 'يجب أن يتم الآن، وعليك أن تغادر'. رفض بورخيس وقال غاضباً: 'لن أغادر شيئاً. وإذا كنت شجاعاً فعلاً، تعال وأخرجني من مكتبي'. فهدد الطالب بقطع الكهرباء. فردّ بورخيس: 'لقد اتخذت احتياطي – فأنا أعمى، وقد كنت أترقّب هذه اللحظة'".
وقد أظهر نفس الشك تجاه ما نُسميه اليوم "الصوابية السياسي" (أو "التصحيح السياسي"). فعن شهادة الدكتوراه الفخرية التي تلقاها في الولايات المتحدة عام 1972، قال لأدولفو بيوي كاساريس: "كان الحفل ذا طابع سياسي بوضوح. ولو كنت أعلم بذلك، لما ذهبت. منحونا الشهادة لأربعة أشخاص: اثنان من البيض، وواحد من السكان الأصليين، وواحد أسود. أعتقد أنهم اختارونا فقط بسبب العنصرية، لأنهم يأخذون الأجناس بعين الاعتبار".

وفي مناسبة دكتوراه فخرية أخرى، عام 1976، في تشيلي تحت حكم بينوشيه، تلقى اتصالاً من ستوكهولم يحذّره من أنه إذا حضر لتسلّم الشهادة فلن يُمنح جائزة نوبل أبداً. وكانت إجابته:
انظر، سيد؛ أشكرك على لطفك، لكن بعد ما قلته لي، أصبح واجبي أن أذهب إلى تشيلي. هناك أمران لا يمكن للرجل أن يسمح بهما: الرشوة أو أن يُرشى. شكرًا جزيلًا، يوم سعيد
عارض بورخيس بشدة انقلاب الدولة الذي قاده خوسيه فيليكس أوريبورو والذي أطاح بيغويين في سبتمبر 1930. كان له خلاف حول هذا الموضوع مع الكاتب الأناركي المعروف روبرتو ألت، الذي كان يدعم الانقلاب. حسبما يروي بورخيس نفسه.
انظر، كان ألت في ذلك الوقت مؤيدًا لأوريبورو؛ حسنًا، بعد فترة قصيرة. ولكن عندما حدث الانقلاب، دعم أوريبورو، بينما كنت أنا راديكاليًا. ومع ذلك، الآن يُعرض ألت وكأنه كان عكس ذلك تمامًا...
على الرغم من أنه كان دائمًا يعطي الأولوية لتطويره الأدبي على السياسة، إلا أنه حافظ على نشاط نسبي ضمن المقاومة  الراديكالية. بعد فشل الثورة الراديكالية عام 1933 في  ممر الأحرار ، اضطر أرتورو جاوريتش إلى اللجوء إلى مونتيفيديو. هناك، التقى ببورخيس، الذي كان قد سافر إلى أوروجواي لزيارة أقاربه من جهة والدته. عرض جاوريتش على بورخيس   قصيدته " ممر الأحرار"، التي كان يطالب فيها بتكريم الثورة الراديكالية. أعجب بورخيس بها لدرجة أنه وافق على كتابة المقدمة للنشر الأول.

طوال حياته، كان بورخيس يسعى إلى إنقاذ وتأكيد وتعزيز الفردية على حساب الحركات الجماعية. خاصة في تلك الحركات التي، تحت حماية شخصية القائد الكاريزمي، كانت تتكاثر في عقود الثلاثينات والأربعينات في الأرجنتين والعالم. كان بورخيس، بعيدًا عن أن يكون بعيدًا عن أحداث عصره، يفسر ويُنتقد العديد منها في نفس الوقت الذي كانت تحدث فيه. وهكذا، في مايو 1937، كتب في العدد 32 من مجلة "سور" ضد العنصرية في كتب المدارس الألمانية:
لا أدري إن كان العالم يستطيع الاستغناء عن الحضارة الألمانية. من المخزي أن يتم إفسادها بتعاليم الكراهية.
في نفس المجلة، في عام 1939، كتب في مقاله "محاولة للحياد": "من الممكن أن يكون هزيمة ألمانيا هي خراب ألمانيا؛ لكن من غير الجدل أن انتصارها سيكون خرابًا وتدهورًا للعالم. لا أقصد الخطر المتخيل لمغامرة استعمارية في أمريكا الجنوبية؛ بل أفكر في المقلدين المحليين، في الـ(Übermenschen) المحليين الذين قد يمنحنا إياهم القدر القاسي. [...] آمل أن تجلب لنا السنوات الإبادة الميمونة لأدولف هتلر، الابن البشع لمعاهدة فرساي".
يجب أن نسلط الضوء على الطابع النبوي لقلق بورخيس من تكاثر الـ(Übermenschen) المحليين. بالنسبة لبورخيس، تحققت هذه النبوءة في شخصية بيرون وصعوده إلى السلطة. عندما استولى بيرون على السلطة فعليًا في عام 1946، بورخيس، الذي كان يعمل في مكتبة عامة، تم "ترقيته" إلى مفتش للدجاج والأرانب في الأسواق. توجه بورخيس إلى البلدية ليسأل عن سبب هذا التعيين. هو نفسه يحكي هذه الحكاية في مسيرته الذاتية :
```
«نظرت إلى الموظف وقلت: "أجد الأمر غريبًا بعض الشيء أن يتم اختياري أنا من بين كل العاملين في المكتبة لهذا المنصب." فأجاب الموظف: "حسنًا، لقد كنتَ مؤيدًا للحلفاء أثناء الحرب. فماذا تتوقع إذن؟" كان ذلك الجواب حاسمًا لا يُرد، وفي اليوم التالي قدمت استقالتي. وقف الأصدقاء إلى جانبي ونظموا عشاءً للتضامن معي. وأعددتُ خطابًا خصيصًا لتلك المناسبة.» (بورخيس، 1999، ص. 112)
```

وقد تم قراءة الخطاب، نظراً لخجل بورخيس، من قبل صديقه بيدرو إنريكيث أورنيا في 8 أغسطس 1946 ونُشر في العدد 142 من مجلة "سور".
في هذا الخطاب، أكد بورخيس أن "الديكتاتوريات تُشجع على القمع، الديكتاتوريات تُشجع على التذلل، الديكتاتوريات تُشجع على القسوة؛ لكن الأكثر إثارة للاشمئزاز هو أنها تُشجع على الغباء". وأضاف أن محاربة هذه الرتابة الكئيبة "هي واحدة من واجبات الكاتب العديدة".
```
«لم أنكر يوماً أنني معادٍ للبيرونية. بالإضافة إلى أسباب عامة، لدي أسباب شخصية: فقد سُجنت أمي. نعم، في البداية شاركت في مظاهرة لمنع تعديل النشيد الوطني. فاعتقلوا بعض الأشخاص. وحُكم على أمي بالإقامة الجبرية في هذا المنزل... ثم سُجنت أختي في سجن "بوين باستور". كان سجناً للعاهرات. وأُرسلت مجموعة من السيدات إلى هناك، حسناً، لإهانتهن عمداً. وقضين ثلاثين يوماً. لكنهن لم يعرفن أن المدة ستكون 30 يوماً، فكن يعتقدن أن السجن سيستمر إلى الأبد... كنا نزورهن أيام الأحد. وكان أمراً غريباً جداً أن أرى وجه أختي خلف القضبان. وكنا نأخذ لهن... حسناً، ما يُؤخذ عادةً للسجناء: مربى السفرجل، الدولسي دي ليتشه...» هذا ما رواه بورخيس في مقابلة خلال ثمانينيات القرن العشرين.
```

يتعرض بورخيس لانتقادات متكررة من بعض الأوساط التقدمية التي تتهمه بتأييد الديكتاتوريات العسكرية التي حكمت أمريكا اللاتينية في سبعينيات القرن العشرين. وفقًا لإدوين ويليامسون، فإن بورخيس "أثناء إقامته في إسبانيا، أعلن صراحةً دعمه للأنظمة العسكرية في أمريكا الايبيرية، ووصف الديمقراطية بأنها 'خرافة'".
كما أضاف: "في الحرب الأهلية الإسبانية كنت في صف الجمهوريين، لكنني أدركت لاحقًا، في زمن السلم، أن فرانكو يستحق الثناء"".
كان دعمه للانقلابات العسكرية ضد البيرونية (سواء في عام 1955 أو 1976) نابعًا من رغبته في إرساء ديمقراطية تستثني البيرونية والشيوعية، وليس من أجل إقامة نظام ديكتاتوري. والدليل على ذلك انتقاداته اللاحقة لـ"الثورة المحررة" و"عملية إعادة التنظيم الوطني".
```
ما رأي بورخيس إذن فيما سُمّي بالثورة المحررة؟"
 - "كنا جميعًا مخدوعين، ظننا أن كل شيء سيتغير، وأنها ستكون بمثابة فجر جديد. كنا متحمسين جدًا للثورة المحررة... لكن جاءت بعدها حكومات رديئة، بل بعضها متواطئ، مثل حكومة 
فرونديزي
." - 
"أما ذكرى حكم 
أرتورو إيا
 عند الكاتب؟"
 - "أعتقد أنه كان الأفضل. أو على الأقل الأقل سوءًا، نعم بالتأكيد. لأن الحكومات العسكرية هي حقًا كارثة تعمّ كل أمريكا الجنوبية." - "بالطبع لا يخفى على أحد أن بورخيس كان متفائلًا بانقلاب 1976 العسكري..." - "نعم، هذا صحيح. كنتُ في كاليفورنيا مع صديق، وأذكر أننا عندما سمعنا بالخبر عانقنا بعضنا. المارة -وبحق- ظنوا أننا مجانين. لكننا خُدعنا تدريجيًا. وصل العسكر بدعم البلاد كلها، دون استثناء حتى البيرونيين. الجميع اعتبروا إزاحة 
إيزابيل بيرون
 و
لوبيز ريجا
 أمرًا جيدًا. ثم عشنا هذه السنوات الست أو السبع الكارثية. مقتطف من مقابلة اجريت عام 1983
```

تطورت آراء بورخيس حول الديكتاتورية بمرور الوقت، حيث وقع عام 1980 على عريضة تضامن مع "أمهات ميدان مايو"، وذلك بعد لقائه مع اثنتين من منتميات هذه المنظمة.
بعد القمع الدموي (الذي خلف مئات القتلى) الذي تعرض له طلاب الجامعات في ميدان الثقافات الثلاث بمدينة مكسيكو في 2 أكتوبر 1968 (المعروف بـ"مذبحة تلاتيلولكو")، يُزعم أن بورخيس وقع برفقة الكاتبين مانويل بايرو وأدولفو بيوي كاساريس على برقية أرسلت من بوينس آيرس عبروا فيها عن دعمهم للحكومة المكسيكية.مما دفع الكاتب المكسيكي والحائز على جائزة ثربانتس كارلوس فوينتس إلى القول: "كان بورخيس عبقرياً أدبياً وغبياً سياسياً".مع ذلك، توجد مصادر أخرى تنفي هذه التهمة.
وفي عام 1980، كان بورخيس قد وقع على عريضة للمختفين نشرت في جريدة "كلارين". وقد علق بورخيس على ذلك قائلاً:
```
في أحد الأمسيات، زارتني 
جدات وأمهات ميدان مايو
 ليحكوا لي ما كان يحدث. بعضهن ربما كن متكلفات في التمثيل، لكنني شعرت أن العديد منهن كن يبكين بصدق - فالإنسان يشعر بحقيقة المشاعر. مسكيات تعيسات للغاية. هذا لا يعني أن أبناءهن كانوا أبرياء دائماً، لكن ذلك غير مهم. كل متهم له الحق على الأقل في وجود مدعٍ عام، ناهيك عن محامٍ للدفاع. لكل متهم الحق في المحاكمة. عندما علمت بقضية 
المختفين
 هذه، شعرت بسوء شديد. أخبروني أن أحد الجنرالات قال ذات مرة: "إذا كان من بين مئة شخص مختطف، خمسة مذنبون، فإن قتل الخمسة والتسعين الباقين مبرر". كان عليه أن يتطوع هو نفسه ليُختطف، يُعذّب، ويُقتل - ليختبر نظريته هذه، ويثبت صحة حجته!
```

في مقابلة أخرى أُجريت عام 1983، تناول بورخيس موضوع الديكتاتورية العسكرية وعلاقته بها بتفصيل أكبر قائلاً:
```
- كيف ومن أين تعتقد أننا يجب أن نبدأ هذه المهمة الصعبة لإعادة إقلاع البلاد؟
 - لا يزال أمامنا طريق شاق.علينا التراجع عن سنوات طويلة من الحكم العسكري. الأولوية هي الوضع الاقتصادي، ثم سنوات من العار والفساد والرشوة. ربما نكون جميعنا متورطين قليلاً. من الصعب تغيير هذا بسرعة. لا أعرف إذا كان الناس يتوقعون معجزة بين عشية وضحاها. إن كانت آمالنا غير صبورة، فهذا خطأ فادح. حالياً، بمجرد عبور الحدود، يتبخر البيزو الأرجنتيني. عندما يقدمون لي مالاً أرجنتينياً، كأنهم يقدمون لي أوراقاً شجر جافة... كل هذه السنوات التي خدعتني بالعسكريين، بالعسكريين الذين صعدوا إلى السلطة..." "- 
لكنك لست وحدك. كثيرون فكروا بنفس الطريقة
..."  "- أغلب الشعب الأرجنتيني. كنا نتوقع ليس حكومة كفؤة، بل حكومة نزيهة تختلف عن البيرونية. لكنهم نهبوا البلاد، سلبوها، دمروها. ارتكبوا كل الأخطاء وكل الجرائم الممكنة. حتى أنهم يتحدثون عن 30 ألف مفقود... 'مفقود' كلمة مهذبة، لكنها تعني 30 ألف شخص، ربما اختُطفوا، عُذبوا، ولعلهم قُتلوا. حتى أنهم اخترعوا حرباً."
```

في اليوم الذي حضر فيه بورخيس قاعة محاكمة المجالس العسكرية الأرجنتينية، كتب تقريرًا لوكالة الأنباء الإسبانية وكالة إفي للانباء تحت عنوان *"الإثنين 22 يوليو 1985".
كانت حرب الفوكلاند صراعًا مسلحًا بين الأرجنتين والمملكة المتحدة حول جزر فوكلاند (مالفيناس) وجورجيا الجنوبية وساندويتش الجنوبية، بين 2 أبريل و14 يونيو 1982، بسبب النزاع على سيادة هذه الأرخبيلات الجنوبية التي احتلتها بريطانيا بالقوة عام 1833. كانت نتيجة الحرب إعادة السيطرة البريطانية على الجزر الثلاث، ومقتل 649 عسكريًا أرجنتينيًا و255 بريطانيًا و3 مدنيين من سكان الجزر.
في الأرجنتين، أدت الهزيمة إلى سقوط المجلس العسكري الحاكم الذي خلف حكومات عسكرية متعاقبة منذ انقلاب 1976، ومهدت لاستعادة الديمقراطية. فيما ساعد النصر البريطاني رئيسة الوزراء المحافظة مارغريت ثاتشر على الفوز بإعادة الانتخاب عام 1983.
في عام 1982، أدان بورخيس الغزو الأرجنتيني للجزر، ورأى في الهزيمة نتائج إيجابية.

## بورخيس، العلم والإنترنت
مع مرور الوقت، أصبح من الصعب أكثر فأكثر أن يكون المرء قارئًا لبورخيس "بالمعنى الساذج للكلمة". الجميع يعتقد أنهم يجدون في كل جملة، بل في كل كلمة من قصصه، رسائل فرعية ومتعددة المستويات، معقدة ومتداخلة، وهي موضوع لتفسيرات جديدة وتفسيرات مضادة. ومن المثير للاهتمام أن نلاحظ أنه من بين الأفكار التي تشكل أساس خيالات بورخيس، إلى جانب المذاهب الفلسفية أو شبه الفلسفية، نجد أيضًا إشارات إلى بعض الأفكار العلمية. هذه الأخيرة أثارت حماس بعض النقاد الذين حاولوا العثور فيها على تباشير علمية مبكرة، ونسبوا لبورخيس بذلك فهمًا عميقًا في هذا المجال. وقد ازداد هذا الحماس بفعل العديد من الإشارات في نصوص التبسيط العلمي، حيث تقدم قصص بورخيس أمثلة جيدة ومفهومة لأفكار قد تبدو مجردة وصعبة الفهم على الجمهور غير المتخصص.
في العديد من النصوص العلمية المبسطة، يتم الاستشهاد بقصص بورخيس. فعلى سبيل المثال، يُستشهد بـ مكتبة بابل لتوضيح مفارقات المجموعات اللانهائية والهندسة الكسورية، وتُذكر تصنيفات الدكتور فرانز كوهن الخيالية في اللغة التحليلية لجون ويلكنز (المفضلة لدى علماء الأعصاب واللغويين)، ويُستدعى فوينس، ذو الذاكرة الخارقة لتمثيل أنظمة الترقيم، بل وحتى يتم اقتباس من كتاب الرمل في مقالة حول فصل الخلائط الحبيبية.
في جميع هذه الحالات، لا تُعد إشارات بورخيس سوى أمثلة مجازية تضفي بريقًا على نثر الشروحات التقنية الجاف. ومع ذلك، هناك استثناء بارز يتمثل في حديقة المسارات المتشعبة، حيث يقترح بورخيس، دون أن يعلم (ولم يكن ليعلم)، حلاً لمشكلة في ميكانيكا الكم لم تُحل بعد. فـ "الحديقة"، التي نُشرت في عام 1941 ، تسبق بشكل شبه حرفي أطروحة الدكتوراه التي قدّمها هيو إيفريت الثالث في عام 1957 بعنوان الصيغة النسبية لميكانيكا الكم، وهي الأطروحة التي قام برايس ديويت لاحقًا بترويجها تحت اسم تفسير العوالم المتعددة لميكانيكا الكم. وقد حلل الفيزيائي ألبرتو روخو هذا التشابه المدهش وخلص إلى أن التشابه بين نصوص بورخيس وإيفريت الثالث يُظهر مدى اندماج عقل بورخيس في النسيج الثقافي للقرن العشرين، في تلك الشبكة المعقدة التي تتفرع مكوناتها السرية إلى ما هو أبعد من حدود كل تخصص. إن بنية القصص البورخيسية، التي تبدو أحيانًا كأنها براهين ذات مقدمات خيالية، قادرة على تقطير أفكار لا تزال قيد التكوين، والتي، قبل أن تصبح نظريات علمية، تمر عبر الأدب. وكما يمكن قراءة أفكار إيفريت وديويت كخيال علمي، يمكن قراءة حديقة المسارات المتشعبة كبحث علمي.
من ناحية أخرى، يرى عدد متزايد من النقاد المعاصرين — سواء كانوا أساتذة أدب أو نقادًا ثقافيين مثل أومبرتو إيكو — أن بورخيس، رغم غرابة الأمر، قد سبق في تصوره شبكة الإنترنت العالمية. في كتاب حديث بعنوان بورخيس 2.0: من النص إلى العوالم الافتراضية، تستكشف بيرلا ساسون-هنري العلاقة بين الإنترنت اللامركزية — كمنصات يوتيوب، والمدونات، وويكيبيديا — وبين قصص بورخيس، التي «تجعل من القارئ مشاركًا فعّالًا».
مجموعة من قصص بورخيس — من بينها فوينس، ذو الذاكرة الخارقة، مكتبة بابل، وتْلون، أوقبار، أوربيس ترتيوس — نُشرت في الولايات المتحدة تحت عنوان (متاهات) في أوائل ستينيات القرن العشرين. ومع مكتباتها اللانهائية، والرجال الذين لا ينسون، والموسوعات والعوالم الافتراضية التي تُستدعى من الصفحات المطبوعة، بالإضافة إلى البوابات التي تشمل العالم بأسره، اعتبر العديد من النقاد أن هذه القصص (إلى جانب أخرى مثل الألف) تشكّل مفاتيح لفهم التقاطع بين التكنولوجيا الجديدة والأدب. مثال على ذلك هو فكرة «المكتبة الكلية» التي ظهرت عام 1941، والتي تُعدّ إعلانًا مبكرًا عن قدرة الإنترنت.
تصف ساسون-هنري، أستاذة مشاركة في قسم دراسات اللغة في الأكاديمية البحرية الأمريكية، بورخيس بأنه «رجل من العالم القديم، برؤية مستقبلية». وقد أعادت دار نيو دايركشنز نشر مختارات متاهات في مايو 2008 لأول مرة منذ أكثر من أربعين عامًا. وفي إشارة إلى تغيّر الأزمنة، كان التقديم في الطبعة الأولى بقلم أندريه موروا، عضو الأكاديمية الفرنسية للغة، بينما تحتوي الطبعة الجديدة على مقدمة كتبها ويليام غيبسون، كاتب الخيال العلمي السيبراني.
من العالم الذي خلقه بورخيس في قصته عن تْلون، أوقبار، أوربيس ترتيوس إلى طريقة عمل ويكيبيديا في الفضاء الرقمي، هناك خطوة واحدة مليئة بالإشارات المتقاطعة. قراءة قصة بورخيس من هذا المنظور تدفعنا أيضًا إلى إعادة التفكير في وضع واقعية الصورة التي تقدمها ويكيبيديا عن العالم، بوصفها عملًا تعاونيًا مجهول الهوية، وهو ما يتناوله بورخيس بالضبط.
وفي موسوعته الأولى عن تْلون، حيث يصف كوكب تْلون، كتب بورخيس:
"الآن كانت لديّ بين يديّ قطعة ضخمة ومنهجية من التاريخ الكامل لكوكب مجهول، بتصميماته المعمارية وأوراق لعبه، برهبة أساطيره وهمسات لغاته، بأباطرته وبحاره ومعادنه وطيوره وأسماكه، بجبره وناره وخلافاته اللاهوتية والميتافيزيقية. كل ذلك منظم، متناسق، دون غرض عقائدي ظاهر أو نبرة تهكمية."
—	بورخيس (1974، ص. 434)
ويكيبيديا، مشروع أُطلق عام 2001، يحمل شعار: «الموسوعة الحرة التي يمكن للجميع تعديلها»، ووفقًا لكلمات أحد مؤسسيها، جيمي ويلز، فإن المشروع يمثل «جهدًا لإنشاء وتوزيع موسوعة حرة، بأعلى جودة ممكنة، لكل شخص على هذا الكوكب، بلغته»، وذلك لتحقيق «عالم يتمكن فيه كل إنسان من الوصول بحرية إلى مجموع المعرفة الإنسانية».
أما من حيث مفهوم التأليف، فهناك تشابهات مذهلة أيضًا:
	"في العادات الأدبية، تسود فكرة المؤلف الواحد. من النادر أن تحمل الكتب توقيعًا. لا يوجد مفهوم للسرقة الأدبية: لقد تم إقرار أن كل الأعمال الأدبية هي من تأليف كاتب واحد، خالد ومجهول الهوية."
—	بورخيس (1974، ص. 439)
ويكيبيديا، من جهتها، هي موقع ويكي — أي موقع يتيح التأليف والتحرير العام المفتوح لأي صفحة من صفحاته. بل إن من سياساته الأساسية أنه ذو محتوى مفتوح:
	"النص والمحتوى المفتوح مرخّص من قبل مالك حقوق النشر إلى العامة، مما يتيح للجميع إعادة توزيع وتعديل النص دون أي مقابل مالي، ويضمن أن لا أحد يمكنه تقييد الوصول إلى النسخ المعدلة من المحتوى."
المؤلف المتعدد والمجهول، سواء في موسوعة تْلون أو في ويكيبيديا، هو من يُنشئ في الواقع المعرفة عن العالم، سواء كانت هذه المعرفة اختراعًا أم لا: في تْلون، وفقًا لتوجهات فلسفية مثالية؛ وفي ويكيبيديا، وفقًا لقواعد عالمية للمعرفة واحترام ديمقراطي للأفكار، مع منع تقديم مساهمات أصلية، إذ يُطلب فقط وصف المعارف والنظريات المدعومة والمقبولة شعبيًا.
يعتقد الكثيرون الآن أن "اتصال تيلون وعاداته قد تفكك هذا العالم" وربما يكون هذا صحيحًا كما أنه بنى عالمًا آخر، جذريًا ومتاهة: تيلون تعني خريطة باللغة الأيسلندية، وتلون هي في الحقيقة خريطة موسوعية لمتاهة نشأت في أوكبار (والتي تعني الانحراف عن المسار)، وهي متاهة تنمو وتتفرع باستمرار، وتتنوع أشياءها المثالية أو hrönir (والتي تعني باللغة الأيسلندية أكوام المادة التي تتغير بسبب الفعل الخارجي) وتخلف بعضها البعض في تكنولوجيا الويكي (باللغة الهاوائية، بسرعة)، لتشكل تيلون كمبيوتريًا، وهو مستودع ديناميكي للذاكرة الجماعية البشرية من خلال إجماع بعض ويكيبيديا. كما قال بورخيس في القصة، "إذا لم تكن توقعاتنا خاطئة، فسوف يكتشف شخص ما بعد مائة عام المجلدات المائة من الموسوعة الثانية لتلون". وبطبيعة الحال، بسبب دعم الكمبيوتر، فإن هذا الانتظار ليس ضروريا. ويكيبيديا تخضع بالفعل، في الوقت الحالي، لإعادة الكتابة بشكل مستمر.
ومن الأمور الغامضة والنبوئية على حد سواء الإشارة إلى Orbis Tertius (العالم الثالث، باللاتينية)، وهو مصطلح (العالم 3 أو العالم 3) الذي استخدمه بعد سنوات عديدة الفيلسوف العلمي كارل بوبر للإشارة إلى العوالم التي بناها العقل البشري. يجب توضيح أن ما تم ذكره أعلاه في هذا القسم هو مجرد تكهنات، لأن بورخيس لم يقدم أو يساهم مطلقًا في اكتشاف علمي قوي يمكن التحقق منه؛ كانت مساهماته أدبية بحتة، ولم تصمد في المجال العلمي، لأنه لم يستطع أن يفهم حتى أساسيات المجالات العلمية التي كان من المفترض أن يكون رائداً فيها.

## تلاميذ معاصرون
على الرغم من أن بورخيس لم يكن لديه "تلاميذ" مباشرون - لأن ذلك من شأنه أن يوحي بجماليات ومدرسة فكرية يمكن التنبؤ بها والتي لم يكن يؤمن بها هو نفسه - إلا أن هناك مؤلفين معاصرين تأثروا به بشكل مباشر، وفقًا لمنتقديه. حقيقة أنهم يعرفون بورخيس شخصيًا وقرأوا أعماله باللغة الإسبانية ربما أثرت على أعمال ريكاردو بيجليا، ثيزار آيرا، روبرتو بولانيو، كارلوس فوينتس، أورهان باموك، بول أوستر، سلمان رشدي وأمبرتو إيكو، ناهيك عن بعض الأشخاص الواضحين (الذين اعترفوا بذلك أيضًا): إرنستو ساباتو، خوليو كورتاثار، أدولفو بيوي كاساريس، خوليو رامون ريبيرو، من بين أمور أخرى. ومن الجدير بالذكر أيضًا التأثير الذي أحدثه عمل بورخيس على العديد من المفكرين المعاصرين من مناطق أخرى، مثل خيي دليوثى وميشيل فوكو.

## صداقات بورخيس
كان لدى بورخيس صديقان مقربان طوال معظم حياته: الكاتبان أدولفو بيوي كاساريس ومانويل بيريو. التقى بيوي كاساريس في منزل فيكتوريا أوكامبو وتم تقديمه إلى بييرو في حانة ألمانية في شارع كورينتس بالقرب من بويريدون، في عشرينيات القرن العشرين. وكانت صداقته مع كل واحد منهم مختلفة تماما. مع بيوي كانت الصداقة "على الطريقة الإنجليزية"، والتي استبعدت الثقة؛ أما تلك التي كانت بينه وبين الثاني فقد تضمنت الاعترافات الأكثر حميمية وشخصية. وعندما احتاج بورخيس إلى مساعدة طبيب نفسي - كما كشفت إستيلا كانتو - كان بايرو هو الذي أوصى به. بعد وفاة صديقه في عام 1974، كتب بورخيس قصيدة بعنوان "مانويل بييرو"، والتي نشرها فيما بعد في كتاب "تاريخ الليل".
كان له ممارسة كريمة
للصداقة العبقرية. كان الأخ
الذي يمكننا، في ساعة الشدة،
أن نأتمنه على كل شيء، أو، دون أن نقول شيئًا،
ندعه يخمن ما لا يريد
الكبرياء الاعتراف به...
كما عمل على تنمية صداقته مع المكسيكي ألفونسو رييس، الذي التقى به عن طريق بيدرو هنريكيز أورينيا. خلال فترة عمل رييس سفيراً في بوينس آيرس (من عام 1927 إلى عام 1930)، كانا يلتقيان بشكل متكرر، أولاً في فيلا فيكتوريا أوكامبو ثم في التجمعات التي كان رييس نفسه ينظمها أيام الأحد في المقر الدبلوماسي. "كان بورخيس "مُفتتنًا بشكل خاص بالأسلوب الأدبي الراقي والمغري للكاتب المكسيكي"، إلى درجة اعتباره "أفضل كاتب نثر باللغة الإسبانية في أي عصر". وكتب في ذكراه قصيدة "في ذكرى". بالنسبة لبعض النقاد، تشير قصته "فونس الذاكر "  إلى "اعتراف مبطن وتكريم من قبل الطالب الناضج الآن لمعلمه المستحضر".
وبصرف النظر عن هؤلاء الأصدقاء المقربين جدًا
وسيلفينا أوكامبو، الكاتبة وأخت فيكتوريا وزوجة بيوي كاساريس - الذين كانوا منذ بداية الثلاثينيات حتى النهاية، فإن الآخرين الذين داروا في فلك تلك المجموعة - في أوقات مختلفة ولفترات زمنية مختلفة - هم كارلوس ماستروناردي، إيما ريسو بلاتيرو، فرانسيسكو لويس بيرنارديز، شول سولار، مانويل موخيكا لينيز، إرنستو ساباتو، إنريكي. أموريم، ريكاردو غيرالديس، أوليفر جيروندو، نورا لانج، إلفيرا دي ألفير، أوليسيس بيتي دي مورات، سانتياغو دابوف، أليسيا خورادو، خوليو سيزار دابوف، غلوريا ألكورتا، إستيلا كانتو، ماريا إستير فازكيز، نيستور إيبارا وهيكتور جيرمان أوستيرهيلد. لم يكن ماسيدونيو فرنانديز صديقًا لبورخيس فحسب، بل كان بمثابة مرشد له، وذلك لعدة سنوات فقط، حتى ابتعدا عن بعضهما البعض لأسباب سياسية. ومن الغريب أن فرنانديز تخرج كمحامٍ من جامعة بوينس آيرس في عام 1897، إلى جانب والدي بورخيس وبيرو.
موريس أبراموفيتش محامٍ وكاتب وشاعر من أصل يهودي بولندي. التقى به بورخيس في جنيف عام 1914 أثناء دراسته في كوليج كالفن. كان أصغر من بورخيس بعامين، وقد عرفه على قراءة ارثر رامبو وتبادل معه المراسلات حول مواضيع أدبية. في بعض القصص، ينسب بورخيس تعليقات له أو يكرس له صفحات. خوسيه بيانكو (1908-1986) كان كاتبًا ومترجمًا أرجنتينيًا. نشر، من بين أعماله، “لا بيكينا جياروس” (قصص، 1932)، “سومبراس سويلي فستير” (1941)، و”لاس راتاس” (رواية، 1941). قدم ترجمات ممتازة مثل “دورة أخرى للبرغي”، “درس الأستاذ”، “موت الأسد”، و”صور جميلة”. كان بورخيس صديقًا شخصيًا له؛ كتب مقدمات للعديد من أعماله ونشر في عام 1944 مراجعة لرواية “لاس راتاس” في مجلة سور المرموقة. سوسانا بومبال كانت كاتبة أرجنتينية. صديقها، بورخيس، كتب مقدمة لكتابها “ثلاثة آحاد” (1957)، حيث أشار إلى أن “الأسلوب السردي هو أسلوب فيرجينيا وولف؛ لا نتلقى الأحداث مباشرة بل انعكاسها في الوعي، والعاطفة أو الفكر مع البيانات الحسية”. في عام 1969، حصلت على جائزة البلدية للمسرح المقروء (كتب “الأجنحة الخضراء”، وهي نسخة سابقة من هذا العمل، باللغة الإنجليزية، ونشرتها دار لوسانج للنشر في 1959). حصل كتابها “لوحة آنيكي لوس” (قصص، 1963) على جائزة فخرية من جمعية الكتاب الأرجنتينيين. في عام 1971، نشر بورخيس مقالًا بعنوان “فن سوسانا بومبال” عن أعمالها في صحيفة لا ناسيون.

## النساء والعلاقات في حياة وأعمال بورخيس
كان دور النساء في حياة خورخي لويس بورخيس وأعماله موضوعًا دائمًا للدراسة. فيما يتعلق بوالدته، على سبيل المثال، ينسب إليها المؤرخ الإسباني الاسكتلندي إدوين ويليامسون أهمية أساسية في سيرته الذاتية عن بورخيس. نفى بورخيس نفسه صفة “الأم القامعة”، مؤكدًا دائمًا سلطة والده، الذي، على عكس “عائلة أمه الجاهلة” (كما صرح هو نفسه)، ترك له إرثًا يتمثل في “عالم فكري أكثر تعقيدًا”، أي اللغة الإنجليزية ومكتبته، وهو الحدث الأكثر أهمية في حياته، وفقًا لبورخيس. بالنسبة لإيمير رودريغيز مونيغال، على سبيل المثال، كان دور "الأم" في حياة بورخيس ثانويًا. "إن الدور الذي تلعبه الأم في أسطورة بورخيس الشخصية: فهي موجودة دائمًا، ودائمًا ما تُذكر بأدب، ولكنها دائمًا ما تبقى (بطريقة خفية جدًا) في موقع ثانوي.
تفاصيل إقامته في جنيف وإسبانيا خلال فترة مراهقته، حيث لم يمر فقط بأول تجربة جنسية له – وهي، بحسب جميع كُتّابه السِّيَر، تجربة كانت صادمة – بل تعرّف أيضًا على أول حبّ في حياته، إميلي، واكتشف أدبًا جديدًا وأصدقاء جددًا يشاركه هذا الاهتمام. والدليل «المفاجئ» على هذا الحبّ الكبير الأول في حياة بورخيس – والذي كانت هويته دومًا موضع تكهنات – هو نورا لانغه، التي تبدو للوهلة الأولى شخصية هامشية. فبحسب وليامسون، مثلًا، فإن ديوانه قصيدتان بالإنجليزية وربما أيضًا تاريخ عالمي للخيبة قد أُهديتا لها. وقد ترك له رفضها أثرًا عميقًا، إلى جانب ما يُفترض أنه تنافس مع الكاتب أوليفيريو خيروندو على نيل ودّ نورا.
هكذا، لعبت عدة نساء أدوارًا في حياة بورخيس، مثل: إميلي، وكونثيبثيون غيريرو، ونورا لانغه، وإستيلا كانتو، وإلسا أستيتي، وماريا كوداما، إضافة إلى نساء رفضنه.
الجنس والنساء عنصران إشكاليان في أدب بورخيس: فهذان العنصران يكادان يكونان غائبين تمامًا في أعماله. فعلى سبيل المثال، مشاهد الأفعال الجنسية نادرة جدًا في كتاباته (يُعدّ اللقاء الجنسي في قصة “إيما تسونز” مع بحّارٍ مجهول الاستثناء الأبرز، ومع ذلك، فقد ورد بطريقة التلميح والحذف)، كما أن الإيحاءات الإيروتيكية بالكاد تظهر في بعض القصص القليلة.
في أدب بورخيس، نادرًا ما تلعب الشخصيات النسائية دورًا مركزيًا في السرد أو تمتلك شخصية مستقلة؛ فغالبًا ما تكون غائبة، أو حاضرة بشكل ثانوي، أو تُستخدم كأدوات داخل الحكاية لا كذوات متكلمة. العالم التخيّلي الذي يخلقه بورخيس هو عالمٌ، حين تظهر فيه النساء، فإنهنّ يظهرن ككائنات ثانوية يُستخدمن فقط لمنح الرجال فرصة لممارسة الجنس. فالجنس والنساء يُستخدمان أساسًا كوسائل للمفاوضة في العلاقات بين الرجال، وليس من أجل الإنجاب أو المتعة.

## جوائز، تكريمات وإرشادات
حصل خورخي لويس بورخيس على جوائز وتكريمات هامة من جامعات وحكومات عدة دول. في عام 1961، تقاسم مع صامويل بيكيت جائزة فورمنتور التي يمنحها المؤتمر الدولي للناشرين، وكانت هذه الجائزة بداية شهرته في العالم الغربي. لاحقًا، حصل على وسام قائد في نظام الفنون والآداب من الحكومة الفرنسية، وشارة فارس من نظام الإمبراطورية البريطانية (سير)، وجائزة ميغيل دي ثيربانتس، من بين جوائز وألقاب أخرى. تُرجمت أعماله إلى أكثر من خمسة وعشرين لغة وحُوّلت إلى أفلام وسينمائية وتلفزيونية.
في عام 1999، أصدرت الحكومة الأرجنتينية سلسلة من العملات التذكارية بمناسبة الذكرى المئوية لميلاد بورخيس. تنظم حكومة مدينة بوينس آيرس جولات إرشادية مجانية حول مواقع في المدينة ارتبطت ببورخيس. كما أُعيدت تسمية جزء من شارع سيرانو في حي باليرمو باسم خورخي لويس بورخيس تكريمًا للكاتب. وبطريقة مماثلة، يخلّد مقعد في حديقة حيوانات بوينس آيرس ذكرى الكاتب بلوحة تشير إلى أن بورخيس كان يجلس على ذلك المقعد لمشاهدة النمور التي كان مفتونًا بها. فيما يلي قائمة زمنية بالجوائز، التكريمات، والإشادات التي حصل عليها بورخيس خلال حياته:
1929. ينشر ديوانه الشعري الثالث "كوادرنو سان مارتين" الذي فاز به بجائزة البلدية الثانية للشعر في بوينس آيرس.
1944. حصل عمله فيكسيونس ( القصص الخيالية) على جائزة الشرف الكبرى من جمعية الكتاب الأرجنتينيين (SADE).
1955. انتخب بورخيس عضواً في الأكاديمية الأرجنتينية للآداب.
1956. حصل على جائزة الأدب الوطنية. عُيّن أستاذاً متفرغاً في جامعة بوينس آيرس وحصل على الدكتوراه الفخرية من جامعة كويو.
1957. ألقى محاضرة في 23 تشرين الأول/أكتوبر في المكتبة العامة لجامعة لابلاتا الوطنية عندما كان مديراً للمكتبة الوطنية في بوينس آيرس حول موضوع "القلاع في الدائرة الأولى>>.
1961. يتقاسم مع صامويل بيكيت الجائزة الدولية للأدب (10,000 دولار)، التي يمنحها مؤتمر الناشرين الدولي في فورمينتور، مايوركا. منحه رئيس إيطاليا، جيوفاني غرونشي، وسام الثناء من رتبة كومندتوري.
1962. حصل على الجائزة الكبرى للمؤسسة الوطنية للفنون في بوينس آيرس. منحته الحكومة الفرنسية وسام وسام كوماندور من رتبة قائد وسام الآداب والفنون.
1963. وفي ديسمبر/كانون الأول حصل على الدكتوراه الفخرية من جامعة لوس أنديز في كولومبيا.
1964. منحته حكومة بيرو وسام الشمس برتبة قائد. خصصت له مجلة لارن الفرنسية عددًا تكريميًا خاصًا له مع العديد من المساهمات الوطنية والأجنبية.
1965. حصل في بريطانيا العظمى على وسام وسام الإمبراطورية البريطانية برتبة فارس. حصل على الميدالية الذهبية لجائزة الشعر التاسعة لمدينة فلورنسا.
1966. تمنحه بلدية ميلانو جائزة مادونينا الدولية. تمنحه مؤسسة إنغرام ميريل في نيويورك جائزتها الأدبية (5000 دولار).
1968. عُين عضواً في أكاديمية الفنون والعلوم في الولايات المتحدة الأمريكية. حصل على وسام وسام الاستحقاق من الجمهورية الإيطالية برتبة ضابط كبير من الحكومة الإيطالية.
1970. منحته مؤسسة ساو باولو بينالي (البرازيل) جائزة "ماتارازو سوبرينيو" بين الأمريكتين للآداب (25000 دولار)، وهي الأهم في البلاد، وذلك خلال الندوة الأولى حول أدب الأمريكتين. عُيّن عضواً في الجمعية الإسبانية الأمريكية، نيويورك.
1971. يسافر إلى الولايات المتحدة ليحصل على تعيينات من الأكاديمية الأمريكية للفنون والرسائل في نيويورك ومعهد الفنون والآداب في الولايات المتحدة كعضو فخري في كلتا المؤسستين. وفي إسرائيل حصل على جائزة القدس (2,000 دولار). حصل على الدكتوراه الفخرية من جامعة كولومبيا بنيويورك. في أبريل/نيسان يسافر إلى لندن، بدعوة من معهد الفن المعاصر، الذي يضمه كعضو في هيئة التدريس فيه. تمنحه جامعة أوكسفورد شهادة الدكتوراه الفخرية كدكتوراه في الآداب.
1972. سافر إلى الولايات المتحدة لتلقي شهادة الدكتوراه الفخرية في العلوم الإنسانية من جامعة ولاية ميشيغان، إيست لانسينغ، ميشيغان. وفي سبتمبر/أيلول عُيّن عضواً في المتحف اليهودي في بوينس آيرس.
1973. تعلنه بلدية بوينس آيرس مواطنًا لامعًا. يسافر مع كلود هورنوس دي أسيفيدو إلى إسبانيا والمكسيك، حيث يحصل على جائزة ألفونسو رييس الدولية.
1974. نشر فرانكو ماريا ريتشي في ميلانو القصة القصيرة "المؤتمر" في طبعة فاخرة للغاية بحروف ذهبية.
1976. حصل على درجة الدكتوراه الفخرية من جامعة سينسيناتي. وفي تشيلي، حصل على درجة الدكتوراه الفخرية من جامعة تشيلي، ومنحته الدكتوراه الفخرية من جامعة تشيلي، ومنحته الدكتاتورية العسكرية وسام الاستحقاق الكبير برناردو أوهيغينز من رتبة الصليب الأكبر من وسام الاستحقاق.
1977. حصل على درجة الدكتوراه الفخرية من جامعة السوربون. حصل على نفس الدرجة من جامعة توكومان.
1978. تم إعلانه مواطناً جديراً بالتقدير في بوغوتا.
1979. حاصل على ميدالية ذهبية من الأكاديمية الفرنسية. حصل على وسام الاستحقاق من جمهورية ألمانيا الاتحادية ووسام الاستحقاق من جمهورية ألمانيا الاتحادية ووسام الصقر الأيسلندي برتبة قائد مع نجمة. حصل على تكريم وطني في مسرح سرفانتس بمناسبة عيد ميلاده الثمانين.
1980. حاصل على الجائزة الكبرى للأكاديمية الملكية الإسبانية، جائزة سرفانتس (5 ملايين بيزيتا)، التي تمنحها وزارة الثقافة الإسبانية. يتقاسمها مع الشاعر الإسباني جيراردو دييغو. في باريس، حصل على جائزة سينو ديل دوكا العالمية (200,000 فرنك). يقدم له ساندرو بيرتيني، رئيس إيطاليا، جائزة بالزان (140,000 دولار).
1981. سافر إلى الولايات المتحدة وبورتوريكو والمكسيك، حيث حصل على جائزة أولين يوليزتلي (70,000 دولار).
1983. وفي زيارته الأخيرة إلى إسبانيا، مُنح وسام الصليب الأكبر لوسام ألفونسو العاشر الحكيم. في باريس، منحه الرئيس ميتران وسام جوقة الشرف. في الولايات المتحدة الأمريكية حصل على جائزة مؤسسة إنجرسول (15,000 دولار).
1984. في صقلية يتلقى وردة ذهبية كتقدير ورمز للحكمة. يعود إلى الولايات المتحدة، حيث يقدم له الناشر الإيطالي ريتشي 84 جنيهًا إسترلينيًا من الذهب، جنيهًا عن كل سنة من حياته. عند عودته إلى إيطاليا، يتلقى وسام الاستحقاق الكبير من الرئيس برتيني. ويذهب إلى المغرب ولشبونة حيث يحصل على وسام الاستحقاق.
1984. حصل على جائزة "كونيكس دي بريلانتي" لأهم شخصية في تاريخ الأدب في الأرجنتين، التي تمنحها مؤسسة كونيكس.
على الرغم من مكانته الفكرية الهائلة والاعتراف العالمي بأعماله، إلا أنه لم يحصل على جائزة نوبل للآداب، على الرغم من ترشيحه لها لسنوات عديدة متتالية. ويُعتقد أنه استُبعِد من إمكانية الحصول عليها بسبب قبوله الجائزة التي منحته إياها الدكتاتورية العسكرية لأوغستو بينوشيه.

### أسماء المواقع
ثلاثة أنواع من البذريات الجديدة على العلم تشرفه باسمها.
(أريكاسيا) أتاليا بورجيزيانا بوندار السابقين دالغرين
(الفصيلة اللولبية) فيلوديندرون بورجيسي فيلوديندرون بورجيسي ج. س. بانتينج
(النجيلية) كاتابوديوم بورجيسي إتش شولز

## مفاتيح أدبه
على الرغم من أن الشعر كان أحد أسس عمل بورخيس الأدبي، إلا أن المقالة والسرد هما النوعان اللذان جلبا له الاعتراف العالمي. لقد طور، بفضل ثقافته الواسعة، عملاً ذا صلابة فكرية عظيمة، مستندًا إلى نثر دقيق ومتقشف، عبّر من خلاله عن مسافة ساخرة من الأشياء وعن غنائيته الرقيقة. تعمل بنياته السردية على تغيير الأشكال التقليدية للزمان والمكان لخلق عوالم بديلة ذات محتوى رمزي كبير، مبنية على الانعكاسات والقلب والتوازيات. تتخذ قصص بورخيس شكل الألغاز أو الاستعارات القوية ذات الخلفية الميتافيزيقية.
بالإضافة إلى ذلك، كتب بورخيس سيناريوهات أفلام وكمية كبيرة من النقد الأدبي والمقدمات. قام بتحرير العديد من المختارات الأدبية وكان مترجمًا بارزًا من الإنجليزية والفرنسية والألمانية (كما ترجم أعمالًا من الأنجلوسكسونية والإسكندنافية القديمة).
أثر عماه في كتاباته اللاحقة. تشمل اهتماماته الفكرية الأساطير، والرياضيات (انظر أيضًا بورخيس والرياضيات)، واللاهوت، والفلسفة، وكتكامل لهذه الأمور، المعنى البورخيسي للأدب كإعادة خلق - كل هذه الموضوعات تُعالج أحيانًا كلعبة، وأحيانًا أخرى بأقصى درجات الجدية. معاصرًا لمعظم القرن العشرين، عاش بورخيس فترة الحداثة في الثقافة والأدب، وخاصة الرمزية. يتميز خياله بمعرفة موسوعية عميقة ودائمًا ما يكون موجزًا.
من منظور تاريخي أكثر، يمكن تقسيم أعماله إلى فترات. مرحلة أولى مبكرة، طليعية، محصورة بين عامي 1923 و 1930. تتميز هذه الفترة بالأهمية الأساسية للقصيدة، والشعر الحر، وانتشار الاستعارات (خاصة تلك المستمدة من لوغونيس)، واللجوء إلى الباروكية الجديدة ذات الجذور الإسبانية (كيفيدو، في المقام الأول)، وقومية أدبية معينة، وصلت إلى حد إعلان الاستقلال اللغوي للأرجنتين، في نصوص تبرأ منها المؤلف نفسه لاحقًا. تنتمي إلى هذه الفترة المجموعات الشعرية "حماسة بوينس آيرس"، و"قمر في الضفة المقابلة"، و"دفتر سان مارتين"، بالإضافة إلى مقالات "تحقيقات"، و"حجم أملي"، و"لغة الأرجنتينيين"، و"إيفاريستو كارييغو". ابتداءً من عام 1930 ولمدة ثلاثين عامًا تقريبًا، مالت أعمال بورخيس نحو النثر وظهر جانبان لمهمته: المقالة القصيرة، عادةً عن قراءات أدبية، وما يسمى بـ "الخيال"، والذي ليس قصة قصيرة بالمعنى الدقيق للكلمة، على الرغم من أن مساره سردي واتفاق قراءته خيالي. غالبًا ما يظهر فيها كتّاب وكتب ملفقة مثل بيير مينار و"دون كيخوته" الخاص به، أو هربرت كواين. باللجوء إلى اقتباسات خاطئة عمدًا في تأملاته حول التقليد الأدبي، عرّف بورخيس مهمة الكاتب بأنها تزييف بشكل أساسي وطمس أي ادعاء بالأصالة والإبداع. كان الأدب، حسب مفهومه، القراءة اللانهائية لنصوص تنبثق من نصوص أخرى وتحيل إلى نص أصلي، مفقود، غير موجود أو مشطوب. من ناحية أخرى، مالت أعمال بورخيس الخيالية إلى موضوعات متكررة، مثل شبحية الحياة، والمبارزة الفردية كاعتراف بالآخر في فعل قتله، والمرآة كرمز للمظاهر الدنيوية، والبعد والشقاء المرتبطان بالعلاقة العاطفية، أو البحث عن اسم الأسماء، اسم الله المحرم، حيث تتحقق خيالات التوافق التام بين الكلمات والأشياء. من الناحية الجمالية، في هذه الفترة الثانية من عمله، قام بورخيس بنقد جذري لسنواته الطليعية. تراجع نحو موقف جمالي ذي مظهر كلاسيكي جديد، على الرغم من استمرار موضوعات اللانهائية وما لا يوصف فيه، التي استقاها من قراءاته في شبابه لشوبنهاور والشعراء الرومانسيين الألمان. إن السعي إلى السلاسة في التعبير، وإعادة قراءة الكلاسيكيات واقتباسها المستمر، والإيجاز الذي تتطلبه الأنواع القصيرة، كلها إيماءات من كلاسيكيته الجديدة التي تحاول فيها العقل ترتيب وتسلسل هرمي وتوضيح الأمور حتى الحدود المقبولة لسلطته على اللغة، التي هي دائمًا زلقة ومخادعة وغامضة. في هذه المرحلة، يعود بورخيس إلى بعض الحلقات التي تصور العادات والتقاليد في البيئة الريفية أو الضواحي، والتي تناولها في شبابه، مثل المبارزة بالسكاكين، لمراجعتها في سياق الأساطير العالمية. وهكذا، يمتزج الغاوتشوس والكومبادريتوس في ضواحيه بأبطال هوميروس، وعلماء اللاهوت في العصور الوسطى، وقراصنة بحر الصين. لم يعودوا سببًا لتمجيد خصوصية ثقافية معينة ولم يُنظر إليهم كرموز لعالم ثقافي أصيل ومنغلق، بل تم وضعهم في إطار نسبي ضمن طموحات انتقائية وعالمية. تنتمي إلى هذه الفترة، بغض النظر عن المختارات وإعادة الصياغة، مقالات "مناقشة" (عام 1932)، و"تاريخ الخلود" (عام 1936)، و"تحقيقات أخرى" (عام 1952)؛ وقصص "تاريخ العار العالمي" (عام 1935)، و"خيالات" (عام 1944)، و"الألف" (عام 1949)، وعدد كبير من الأعمال بالتعاون مع بيوي كاساريس ("ست مشكلات لدون إيسيدرو بارودي"، عام 1942؛ "خيالان جديران بالذكر"، عام 1946؛ "نموذج للموت"، عام 1946، والسيناريوهات السينمائية "سكان الضفاف" و "جنة المؤمنين"، عام 1955)، ومع ديليا إنخينييروس ("آداب جرمانية قديمة"، عام 1951)، ومع بيتينا إيدلبرغ ("ليوبولدو لوغونيس"، عام 1955)، ومع مارغريتا غيريرو ("مارتن فييرو"، عام 1953 و "دليل علم الحيوان الخرافي"، عام 1957).

## أعماله

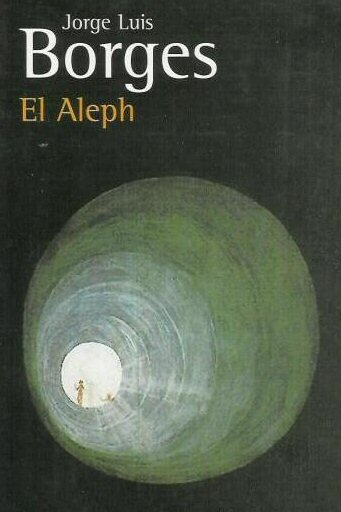
غلاف كتاب "الألف"

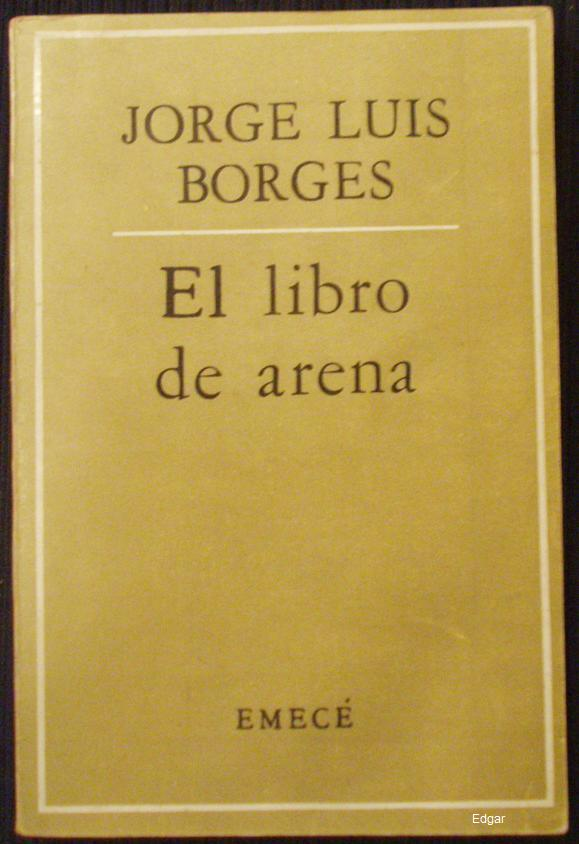
غلاف "كتاب الرمل"

بالإضافة إلى قصصه القصيرة والتي نال شهرته منها، كتب بورخيس الشعر والمقالات والعديد المسرحيات وكم كبير من النقد الأدبي والافتتاحيات وتعقيبات على كتب وعدد ضخم من المختارات الأدبية. كما كان مترجما بارعا للأدب من الإنجليزية والفرنسية والألمانية إلى الإسبانية (بالإضافة إلى الإنجليزية القديمة والإسكندنافية). وقد تأثرت كتاباته بفقده للبصر الذي بدأ، كما هو الأمر مع والده من قبل، في سنين الرشد. وكان من بين أكبر اهتماماته الفكرية عناصر علم الأساطير والرياضيات وعلم اللاهوت والفلسفة.
لما كانت معظم حياته في القرن العشرين، نشأ بورخيس في فترة الحداثوية والتجديد في الثقافة والأدب، خصوصا في الرمزية. فقصص الخيال عنده كانت مثقفة وموجزة وكمعاصريه فالديمير نابوكوف والأقدم نوعا ما جيمس جويس، جمع بورخيس بين اهتماماته في وطنه الأصلي باهتمامات أوسع، كما شاركهم بورخيس في تعدد اللغات وتلاعبهم باللغة، ولكن أعمال نابوكوف وجويس كانت تزداد طولا مع مرور الوقت في حين بقيت أعماله قصيرة. كما اختلف بورخيس عنهم في أن أعماله كانت تتجه بعيدا عن ما كان يطلق عليه الباورك، في حين أن أعمالهم كانت تتجوه نحوها، فأعمال بورخيس الأخيرة كانت أكثر شفافية وطبيعية من أعماله الأولى.
تعرض العديد من أشهر قصصه لطبيعة الوقت ولانهاية ومرايا والمتاهات والواقع والهوية، وتركز بعض قصصه على مواضيع وهمية، مثل مكتبة تحتوي على جميع الكتب التي يبلغ عدد صفحاتها 410 (مكتبة بابل) ورجل لا ينسى شيئا من حياته (الحافظ قيونس) وآلة يستطيع من يستخدمها أن يرى كل ما في الكون (الألِف) وسنة من الزمن لاتمر وتبقى ثابتة عند رجل يقف أمام فرقة تطلق النار (المعجزة السرية). وبالمثل فقد قص بورخيس قصصا متنوعة الدرجات من حيث الواقعية اقتبسها من حياة أمريكا الجنوبية وقصص أبطال شعبية ومقاتلين ورعاة أبقار ومحققين وشخصيات تاريخية، وكان يمزج الواقع بالخيال والحقائق بالأوهام وفي عدة مرات وخصوصا في بداياته المهنية كان الخيال والواقع يتقاطع عند بورخيس ليكون مرواغة أدبية.
قدم بورخيس العديد من الأعمال الواقعية والتي تتضمن قراءات مميزة لكتب وأفلام، وسير ذاتية قصيرة، بالإضافة إلى تأملات فلسفية في مواضيع تشمل طبيعة الحوار، اللغة، الأفكار، والعلاقة بين هذه المواضيع، كما تعرضت أعمال بورخيس الواقعية للكثير من المواضيع التي تناولها في قصصه، فمقالاته مثل «تاريخ لتانغو» وتلك عن الشاعر الملحمي مارتين فيررو تتعرض خصوصًا لمواضيع أرجنتينية مثل الهوية الشعب الأرجنتيني والثقافات الفرعية هناك. ويظهر اهتمام بورخيس بالفانتاسيا والفلسفة وفن الترجمة في مقالات مثل مترجمو ألف ليلة وليلة وفي تأليف وتحرير كتاب المخلوقات الخيالية والذي يتناول بعمق وغموض الحيوانات الرامزة للمخلوقات الخيالية حيث كتب بورخيس في تمهيده للكتاب: «هنالك نوع من اللذة الكسولة في المعرفة غير المجدية وغير التقليدية.» وقد شارك بورخيس اهتمامه بالخيال أدولف بيوي كاسارس حيث ألفا معا عددا من المجموعات القصصية ما بين عامي 1942 و1967 م بعضها كان تحت أسماء مستعارة مثل هـ. بوستوس دوميك.
بالإضافة إلى أعماله النثرية، ألف بورخيس الشعر على مدى حياته الأدبية، فمع ذهاب بصره (والذي كان يتأرج مع الزمن نتيجة تقدم عمره من ناحية والتقدم العلمي في طب العيون من ناحية أخرى)، أخذ بورخيس بالتركيز أكثر على كتابة الشعر لأنه لم يستطع تذكر أعمال طويلة أثناء كتابتها. وقد تناولت أشعاره نفس الاهتمامات الواسعة التي تناولتها أعماله الخيالية بالإضافة إلى مواضيع أخرى برزت في أعماله النقدية والترجمات ومن تأملاته الشخصية فعلى سبيل المثال، اهتمامته الفلسفية بموضوع المثالية ينعكس في عالم شخصية تلون من قصته القصيرة تلون، أقبار، وأربيس تيرتيوس وفي مقالته تفنيدات جديدة للزمن وفي قصيدته أشياء وبشكل مشابه، يظهر اهتمام مماثل في قصة الآثار الدائرية وفي قصيدته إل غولم.
كما ذاع صيت بورخيس كمترجم إلى الإسبانية، فقد ترجم قصة أوسكار وايلد الأمير السعيد إلى الإسبانية عندما كان في العاشرة من عمره. وفي آخر عمره قدم بورخيس نسخة إسبانية من الإدا النثرية، وكذلك فقد ترجم (مع تغييرات طفيفة) أعمال عدد من الأدباء بما فيهم إدجار ألان بو، فرانك كافكا، هيرمان هيسي، وآخرون. وقد قيم بورخيس في عدد من المقالات فن الترجمة وعرض لآرائه الشخصية في هذا السياق والتي من ضمنها أن الترجمة يمكن أن تعدل على العمل الأصلى، وأن الآراء البديلة للعمل (والتي يمكن أن تكون معارضة) مقبولة. وكذلك يرى بورخيس أن الترجمة الأصيلة النصية قد لاتعبر عن العمل الأصلي بشكل صادق.
وكذلك فقد استعمل بورخيس شكلين أدبيين غير تقليديين: التزوير الأدبي وقراءات في أعمال تخليلية، كلا الشكلين يمثلان نوع من الانتحال (أبوكريفا) الحديث.
أشهر ماعرف عن انتحالات بورخيس ترجع إلى أعماله الأولى عندما كا يعمل مترجما وناقدا يكتب بشكل منتظم في الصحيفة الأرجنتينية «إل هوغار». فقد نشر خلال هذه الفترة عددا كبيرا من الأعمال المترجمة بالإضافة إلى أعمال خاصة به أخذت طابعا شبيها بأعمال مثل تلك التي قدمها إمانويل سويدنبورغ ومثل «كتاب ألف ليلة وليلة» والتي كان يقدمها على أنها ترجمات لما قد مر به أثناء قرآته. وقد جمعت العديد من هذه الأعمال المنتلحة في كتاب «التاريخ العالمي للعار» وتابع بورخيس هذا النمط من الانتحال في عدة مراحل من حياته الأدبية كما هو الحال على سبيل المثال عندما انتحل ثلاثة قطع قصيرة ونسبه لنفسه ضمن قصته «إل ماتريرو».
أحيانا، عندما كان يخطر لبورخيس فكرة مبدئية لعمل ما كان يختار —بدلا من التعرض للموضوع بطريقة تنتاول الفكرة بشكل مباشر— أن يتطرق إليه عن طريق عرض قراءة لعمل تخيلي ومناقشة هذا العمل وكأنه كتب بالفعل من قبل شخص آخر. من أشهر الأمثلة على ذلك بيير مينارد، مؤلف كيشوت والتي تخيل فيها رجل من القرن العشرين والذي كان مولعا بإسبانيا القرن السادس عشر لدرجة أنه جلس وكتب أجزاء كبيرة مشابه نصا لقصة ميغيل دي سيرفانتس الدون كيشوت من دون أن يعرف بالقصة الأصلية. ويحلل بورخيس في عمله التشابه الذي احتفظت به القصة التي كتبتها الشخصية الخيالية مينارد مع القصة الأصلية عبر القرون، ويبين بوضوح كيف أن العمل الجديد أغنى من ذلك الأصلي رغم أنه مشابه له نصا.
لم يكن بورخيس من اخترع أسلوب القراءة في الأعمال التخيلية بالرغم من أنه أعظم من أشهر هذا النمط من الأدب. ومن المحتمل أنه عرف هذا الأسلوب الأدبي لأول مرة أثناء اطلاعه على عمل ثوماس كارليل سارتر ريسارتس، وهو عمل يحلل فيه الكاتب عمل تخيلي فلسفي متسامي والسيرة الذاتية لكاتبه —التخيلي أيضا—. وقد ورد عن بورخيس قوله: «اكتشفت —وكنت منبهرا— بثوماس كارليل. قرأت سارتر ريسارتس، وحفظت العديد من صفحاتها عن ظهر قلب.» وفي مقدمته للجزء الأول من عمله الخيالي حديقة الممرات المتشعبة يقول بورخيس: «إنه جنون منهك ومستنزف، جنون تأليف كتاب ضخم –تفصيل فكرة في خمس مائة صفحة من الممكن أن تشرح شفويا بشكل تام في خمس دقائق، أفضل طريقة لتناول مثل هذا الحالة هو التظاهر بأن هنالك كتب قد وضعت مسبقا وتقديم تلخيصا وتعليقا عليها.» ثم يقول متحدثا عن سارتر ريسارتوس والجنة الجميلة لسموائيل بتلر: «إن هذه الأعمال تعاني نقص كونها هي نفسها كتبا، وليست أقل حشوا من الأخرى ولو بمثقال ذرة. كرجل منطقي وأخرق وكسول، اخترت أن أكتب ملاحظات على أعمال خيالية.»
معظم قصصه الأكثر شهرة تفيض بالتأمل في طبيعة الزمن، واللانهاية، والمرايا، والمتاهات، والواقع، والهوية؛ بينما تنصرف أخرى إلى مواضيع تنتمي إلى عوالم الخيال. أما بورخس نفسه، فيروي حكايات واقعية تقريبًا من الحياة في أمريكا الجنوبية: قصص أبطال شعبيين، وجنود، ورُعاة بقر (غاوتشو)، ومحققين، وشخصيات تاريخية، ويمزج فيها بين الواقع والخيال، وبين الحقيقة والافتراء. 
لقد أطلق بورخس ثورة في اللغة السردية من خلال استخدام غير اعتيادي للكلمات، مُبرزًا الطابع التخيلي للنصوص، ومُمزجًا بين مصادر وثقافات شتّى؛ أوروبية وشرقية، طليعية وكلاسيكية، وذلك بأسلوب ساخر مليء بالمفارقة. نصوصه تولد من رحم نصوص سابقة، وتتطلب إلمامًا حميمًا بها. تتقاطع الحبكات وتتمازج، ويغدو كل فقرة تكرارًا أو تحويرًا لقراءة أو كتابة سابقة. من السهل اكتشاف بعض مفاتيحها، ولكن من شبه المستحيل فك شفراتها كلها. في كتابته، يستحضر أفكارًا وأسئلة تتردد في الفكر الغربي منذ بداياته، ليعيد صياغتها ويُورثها للأجيال القادمة. لا يسعى إلى حل التناقضات بشكل جاد، بل يفضل إبرازها، وإعادة ترتيبها في صورة مفارقات يكسوها في كل مرة برداء جديد.
في صفحاته الأكثر تميزًا، يقترح سياقًا مرحًا ويتحدى القارئ بحل لغز غامض. وكأنها متاهة بوليسية متقنة، يعرض فيها كل الأدلة اللازمة لاستنتاج الجواب؛ ومن بين هذه الأدلة، تبرز مكتبته المصنّفة والمعلّق عليها. هناك حل سطحي يرضي المحقق الهاوي، لكن المفتاح الحقيقي مخصص للبطل. ما هو اللغز؟ ومن هو ذلك البطل الحقيقي؟ تلك أيضًا جزء من السر. يكثر من الإشارات إلى مراجع غير موجودة، تتناثر وسط سيل من الاقتباسات المتعلمة. تتسلل عبارات مسروقة بمكر من أعمال الغير، ويتبادل التحايا مع العارفين، ومع أصدقائه، ومع نفسه. تتراكم المعاني في أروع قصصه على هيئة طبقات، شفافة حينًا، ومعتمة حينًا آخر، حسب زاوية النظر. يرى القارئ انعكاسًا هنا وآخر هناك، بحسب تجربته وظروفه؛ أما الفهم الكامل، فمحرومون منه. الوحيد الذي يرى الكون المُشفّر هو واضع المسرحية، ذلك الذي يقف في قلب المتاهة، منعكسًا ومتكاثرًا في كلماته: إنه خورخي لويس بورخس نفسه.
كما قال أوكتافيو باث، فإن بورخس قدّم قرابين أدبية لإلهين غالبًا ما يكونان في صراع: البساطة والروعة. وفي العديد من نصوصه، حقق توازنًا بديعًا بين الاثنين: ما هو مألوف يبدو غريبًا، وما هو غريب نشعر نحوه بألفة. هذه المعجزة هي ما جعلت من بورخس كاتبًا استثنائيًا في عالم الأدب. وفي السياق ذاته، رأى فريتز رودولف فريس أن بورخس قد صنع هويته الخاصة من خلال مرآة المؤلفين الذين ساءلهم، كاشفًا لنا عن غرابة ما نعتقد أننا نعرفه مسبقًا.

## أبرز اعماله الأدبية

### شعر:
حماسة بوينس آيرس (1923)
قمر الجهة المقابلة (1925)
دفتر سان مارتين (1929)
الصانع (1960)
الآخر، ذاته (1964)
لأوتار العود الستة (1965)
مدح الظل (1969)
ذهب النمور (1972)
الوردة العميقة (1975)
عملة الحديد (1976)
تاريخ الليل (1977)
الرقم (1981)
المتآمرون (1985)

### مقالات:
تساؤلات (1925)
حجم أملي (1926)
لغة الأرجنتينيين (1928)
إيفاريستو كارييغو (1930)
نقاش (1932)
تاريخ الأبدية (1936)
تساؤلات أخرى (1952)
تسعة مقالات دانتيّة (1982)

### قصص:
التاريخ العالمي للخزي (1935)
خيالات (1944)
الألف (1949)
تقرير برودي (1970)
كتاب الرمل (1975)
ذاكرة شكسبير (1983)

### مقدمات:
مقدمات مع مقدمة للمقدمات (1975)
مكتبة شخصية (1988)
مقدمات لمكتبة بابل (2000)
الدائرة السرية (2003)

### محاضرات ودروس:
بورخس الشفهي (1979)
سبع ليالٍ (1980)
الفن الشعري (2000)
بورخس الأستاذ (2000)
تعلم الكاتب (2014)
التانغو: أربع محاضرات (2016)
دورة الأدب الأرجنتيني (2024)

### كتاب رحلات:
أطلس (1984)

### متفرقات:
نصوص أسيرة (1986): مراجعات، صور، ومقالات نشرت في مجلة إل أوغار.
بورخس في مجلة مولتيكولور (1995): أعمال ومراجعات وترجمات غير منشورة لخورخي لويس بورخس.
نصوص مستعادة 1919-1929 (1997): تشمل شعرًا، نثرًا شعريًا، قصصًا، مقالات، مراجعات، خطب، ملاحظات عن السينما، مقابلات، ترجمات ومقدمات.
بورخس في سور (1999): مقالات، مراجعات، ترجمات، قصائد، وملاحظات أدبية وسينمائية نُشرت في مجلة سور ولم تُجمع في كتب أخرى.
بورخس في إل أوغار (2000): مراجعات، بورتريهات، مقالات وترجمات نُشرت في مجلة إل أوغار ولم تُدرج في كتاب نصوص أسيرة.
نصوص مستعادة 1931-1955 (2001): تتضمن شعرًا، نثرًا شعريًا، قصصًا، مقالات، مراجعات، خطب، ملاحظات سينمائية، مقابلات، ترجمات ومقدمات.
نصوص مستعادة 1956-1986 (2003): تحتوي على نفس الأنواع من النصوص: شعر، نثر شعري، قصص، مقالات، مراجعات، خطب، ملاحظات سينمائية، مقابلات، ترجمات ومقدمات.
مختارات (2011): يضم هذا الكتاب مجموعة من كتب بورخس وهي: مقدمات، مع مقدمة للمقدمات، بورخس يتحدث، مكتبتي الخاصة، بورخس في سور ونصوص أسيرة / بورخس في إل أوغار.

### ذكريات
السيرة الذاتية أو مقالة ذات طابع سير ذاتي. نُشرت لأول مرة بالإنجليزية عام 1970 في مجلة ذا نيو يورك . كما كانت مقدمة لكتاب الالف وقصص اخرى في نفس العام. ومن بين النسخ الأخرى: نشرت في لا غاسيتا (المكسيك) عام 1971 بترجمة خوسيه إيميليو باتشيكو، وفي لا أوبينيون (بوينس آيرس) عام 1974. أما ككتاب مستقل، فنُشرت لأول مرة عام 1999 من قبل دار النشر(ال اتينيو) في بوينس آيرس، ومن قبل دار نشر في أسبانيه في برشلونة

### المراسلات
•رسائل الحماسة. مراسلات مع موريس أبراموفيتش وخاكوبيو سوريدا (1919-1928)، نُشرت عام 1999.

### أعمال بالتعاون مع اخرين
قصص قصيرة
• ست قضايا للدون إيسيدرو بارودي (1942)، مع أدولفو بيوي كاساريس، تحت اسم مستعار: هـ. بوستوس دوميك.
• خيالان لا يُنسَيان (1946)، مع أدولفو بيوي كاساريس، تحت اسم مستعار: هـ. بوستوس دوميك.
• نموذج للموت (1946)، مع أدولفو بيوي كاساريس، تحت اسم مستعار: ب. سواريث لينش.
• أخت إلويسا (1955)، مع لويسا مرسيدس ليفينسون.
• وقائع بوستوس دوميك (1967)، مع أدولفو بيوي كاساريس، باسميهما الحقيقيين.
• قصص جديدة من بوستوس دوميك (1977)، مع أدولفو بيوي كاساريس، باسميهما الحقيقيين.
مقالات ودراسات
• الآداب الجرمانية القديمة (1951)، مع دليا إنخينيروس.
• المارتين فييرو (1953)، مع مارجريتا غيريرو.
• ليوبولدو لوغونيس (1965)، مع بيتينا إيدلبيرغ.
• مقدمة في الأدب الإنجليزي (1965)، مع ماريا إستير باسكيز.
• الآداب الجرمانية في العصور الوسطى (1966)، مع ماريا إستير باسكيز – نسخة منقحة ومصححة من كتاب الآداب الجرمانية القديمة.
• مقدمة في الأدب الأمريكي الشمالي (1967)، مع إيستيلا سيمبورين دي توريس.
• ما هو البوذية؟ (1976)، مع أليسيا خورادو.
السيناريوهات
• رجال الضواحي (1939)، مع أدولفو بيوي كاساريس – نُشر ككتاب مع جنة المؤمنين في عام 1955.
• جنة المؤمنين (1940)، بالتعاون مع أدولفو بيوي كاساريس – نُشر ككتاب مع رجال الضواحي في عام 1955.
• الغزو (1969)، مع أدولفو بيوي كاساريس وهوغو سانتياغو.
• الآخرون (1972)، مع أدولفو بيوي كاساريس وهوغو سانتياغو.
متفرقات
• المتحف. نصوص غير منشورة (2003)، مع أدولفو بيوي كاساريس – كتيب دعائي يتضمن نصوصًا أدبية، ترجمات، ونصوصًا متفرقة أخرى.
مقابلات وحوارات
• مقابلات مع خورخي لويس بورخيس (1970)، مع جان دو ميليريه.
• سبع محادثات مع خورخي لويس بورخيس (1974)، مع فرناندو سورينتينو.
• حوارات بورخيس-ساباتو (1977).
• مقابلة مع بورخيس (1977)، مع م. ب. مونتيكيا.
• بورخيس، أيامه وزمنه (1984)، مع ماريا إستير باسكيز.
• بصوت بورخيس (1986)، مع والديمار فيردوغو فوينتيس.
• حوارات (1992)، مع أوسفالدو فيراري.
• بورخيس: اللغز الجوهري. محادثات في جامعات الولايات المتحدة (2021).
• بورخيس في موقع الحدث. خمس محادثات، لقاءات وخلافات مع خورخي لويس بورخيس (2022)، بقلم أليخاندرو بوسي مايّو. الناشر: ألفار.
• الحوارات (2025)، مع أوسفالدو فيراري.
مختارات
من أعماله:
• الموت والبوصلة (1951)
• مختارات شخصية (1961)
• مختارات شخصية جديدة (1968)
• نثر (1975)
• شعر ونثر (1979)
• صفحات مختارة من خورخي لويس بورخيس اختارها المؤلف (1982)
• بورخيس: قاموس خيالي. مختارات من نصوصه (1985)
• صفحات مختارة (1988)
• بورخيس الأساسي (2017)
من أعمال كتّاب آخرين:
• فهرس الشعر الأمريكي الجديد (1926)، مع فيسنتي ويدوبرو وألبيرتو إيدالغو.
• مختارات كلاسيكية من الأدب الأرجنتيني (1937)، مع بيدرو إنريكيز أورينيا.
• مختارات الأدب الخيالي (1940)، مع أدولفو بيوي كاساريس وسيلفينا أوكامبو.
• مختارات الشعر الأرجنتيني (1941)، مع أدولفو بيوي كاساريس وسيلفينا أوكامبو.
• أفضل القصص البوليسية (1943 و1956)، مع أدولفو بيوي كاساريس.
• الكمبادريتو (1945)، مختارات من نصوص كُتّاب أرجنتينيين، بالتعاون مع سيلفينا بولريتش.
• لغة بوينس آيرس (1952)، مع خوسيه إدموندو كليمنتي. يضم ثلاثة مقالات لبورخيس نُشرت سابقًا.
• الشعر الغاوتشي (1955)، مع بيوي كاساريس.
• قصص قصيرة وغريبة (1955)، مع أدولفو بيوي كاساريس.
• دليل علم الحيوان الخيالي (المكسيك، 1957)، مع مارجريتا غيريرو – نُقّح وأُعيد نشره عام 1967 بعنوان كتاب الكائنات الخيالية.
• كتاب السماء والجحيم (1960)، مع أدولفو بيوي كاساريس.
• مختارات موجزة من الأدب الأنجلوساكسوني (1978)، مع ماريا كوداما.

### الترجمات
في سن الحادية عشرة، ترجم بورخيس أعمال أوسكار وايلد. كان بورخيس يؤمن بأن الترجمة يمكن أن تتفوق على الأصل، وأن إعادة النظر في النص الأصلي، حتى وإن كانت بديلة ومتناقضة معه، قد تكون صحيحة بنفس القدر، بل وأكثر من ذلك — فقد رأى أن النص الأصلي أو الترجمة الحرفية ليس من الضروري أن يكونا أكثر "وفاءً" من الترجمة.
طوال حياته، قام بورخيس بترجمة أعمال العديد من الكُتّاب، مع إدخال تعديلات طفيفة عليها، ومن بينهم: إدغار آلان بو، فرانتس كافكا، جيمس جويس، هيرمان هيسه، روديارد كبلنغ، هيرمان ملفيل، أندريه جيد، ويليام فوكنر، والت ويتمان، فرجينيا وولف، هنري ميشو، جاك لندن، غوستاف مايرينك، نوفاليس، مارسيل شووب، جورج برنارد شو، ماي سينكلير، جوناثان سويفت، هـ. ج. ويلز، و ج. ك. تشيسترتون

## كتب عن بورخيس

### سير ذاتية
- عبقرية وشخصية خورخي لويس بورخيس (1966)، تأليف أليسيا خورادو. دار النشر: الجامعة البونُس أيرسية.
- خورخي لويس بورخيس: سيرة أدبية (خورخي لويس بورخيس: سيرة أدبية) (1978)، تأليف إيمير رودريغيز مونيغال. دار النشر: E. P. Dutton. تُرجمت إلى الإسبانية بعنوان خورخي لويس بورخيس: سيرة أدبية (1987). دار النشر: صندوق الثقافة الاقتصادية.
- بورخيس: سيرة لفظية (1988)، تأليف روبيرتو أليفانو. دار النشر: بلازا إي خانيس.
- بورخيس: سيرة (1994)، تأليف هوراسيو سالاس. دار النشر: بلانيتا.
- بورخيس: السيرة الكاملة (1995)، تأليف م. ر. بارناتان. دار النشر: تِماس دي أوي.
- بورخيس: الازدهار والانكسار (1996)، تأليف ماريا إستر باسكيز. دار النشر: توسكيه.
- الرجل في مرآة الكتاب: حياة خورخي لويس بورخيس (الرجل في مرآة الكتاب: حياة خورخي لويس بورخيس) (1996)، تأليف جيمس وودال. دار النشر: هودر آند ستاوتن. تُرجمت إلى الإسبانية بعنوان حياة خورخي لويس بورخيس: الرجل في مرآة الكتاب (1998). دار النشر: جيديسا.
- البرغيسان الاثنان: حياة، أحلام، ألغاز (1996)، تأليف فولوديا تايتلبويم. دار النشر: سودأمريكانا.
- بورخيس: حياة (بورخيس: حياة) (2004)، تأليف إدوين ويليامسون. دار النشر: فايكنغ. تُرجمت إلى الإسبانية بعنوان بورخيس: حياة (2007). دار النشر: سِيكس بارال.
- بورخيس: حياة وأدب (2006)، تأليف أليخاندرو باكارو. دار النشر: إداسا.

#### الشهادات
- بورخيس في الضوء الخلفي (1989)، تأليف إستِيلا كانتو. دار النشر: إسباسا كالبِه.
- السيد بورخيس (2004)، تأليف إبيفانيا أوفِيدا دي روبليدو وأليخاندرو باكارو. دار النشر: إداسا.
- بورخيس (2006)، تأليف أدولفو بيوي كاساريس، بالتعاون مع دانييل مارتينو. دار النشر: ديستينو.

##### المقالات
- بورخيس والجيل الجديد (1954)، تأليف أدولفو برييتو.
- خورخي لويس بورخيس (1955)، تأليف خوسيه لويس ريوس باترون.
- بورخيس، اللغز والمفتاح (1955)، تأليف مارسيال تامايو وأدولفو رويث دياث.
- بورخيس بنفسه (1970)، تأليف إميل رودريغيز مونيغال. دار النشر: إديشون دو سوي. تُرجم إلى الإسبانية بعنوان بورخيس بنفسه (1980). دار النشر: مونتي أبيلا.
- متاهة الكون: بورخيس والفكر الاسمي (1976)، تأليف خايمي ريست. دار النشر: مكتبات فاوستو.
- ضد بورخيس (1978)، جمع وتحرير: خوان فلو. دار النشر: غالرنا.
- بورخيس في/وعن السينما (1981)، تأليف إدغاردو كوسارينسكي. دار النشر: فوندامينتوس.
- فلسفة بورخيس (1986)، تأليف خوان نينيو. دار النشر: صندوق الثقافة الاقتصادية.
- بورخيس، كاتب في الهوامش (1995)، تأليف بياتريس سارلو. دار النشر: أرييل.
- خورخي لويس بورخيس: دعوة إلى قراءته (1999)، تأليف خوسيه إميليو باتشيكو. دار النشر: إيرا. أُعيد نشره بعنوان خورخي لويس بورخيس (2019).
- خورخي لويس بورخيس: السخرية الميتافيزيقية (2000)، تأليف فرناندو ساباتير. دار النشر: أوميغا.
- نصف قرن مع بورخيس (2004)، تأليف ماريو بارغاس يوسا. دار النشر: ليرن. نُشر بالإسبانية بعنوان نصف قرن مع بورخيس (2020)، دار النشر: ألفاغوارا.
- بورخيس الناقد (2007)، تأليف سيرخيو باستورميلو. دار النشر: صندوق الثقافة الاقتصادية.
- خورخي لويس بورخيس (2010)، تأليف كريستوفر دومينغيز مايكل. دار النشر: نوسترا إديثيونيس.
- بورخيس في موقعه: خمس محاضرات، لقاءات وخلافات مع خورخي لويس بورخيس (2022)، تأليف أليخاندرو بوسيه مايايو. دار النشر: ألفار.

###### أعمالاخرى
- بورخيس: البيبليوغرافيا الكاملة (1997). إشراف: إيليدا لويس. دار النشر: صندوق الثقافة الاقتصادية.
- بورخيس: سيرة ذاتية مصورة (2005)، تأليف أليخاندرو باكارو. دار النشر: إديسيونيس بِي.
- بورخيس، الكتب والقراءات (2010)، تأليف لورا روساتو وخيرمان ألفاريث. كتالوج مجموعة خورخي لويس بورخيس في المكتبة الوطنية الأرجنتينية.
- مكتبة بورخيس (2018)، تأليف فرناندو فلوريس مايو. مع مقدمة من ماريو كوداما. دار النشر: باريبي بوكس.
- بورخيس، الرغبة والجنس (2021)، تأليف أرييل دي لا فونتي. دار النشر: بروميتيو.
- تسع رؤى عن بورخيس (2023)، تأليف إغناسيو مولينا. دار النشر: غارغولا.
- بورخيس؛ الوحش الشعبي العظيم في الأدب الأرجنتيني (2024)، تأليف دانييل ميكا. دار النشر: AZ.
- بورخيس؛ رسائل إلى غودل (2024)، تأليف أليخاندرو باكارو. دار النشر: إيميزيه.
- بورخيس والقانون (2024)، تأليف ليوناردو بيتليفنيك. دار النشر: سيغلو XXI.

## أفلام وثائقية عن بورخيس
- بورخيس من أجل الملايين (1978)، إخراج ريكاردو ووليتشر.
- بورخيس وأنا (1982)، إخراج ديفيد ويتلي. بي بي سي.
- خورخي لويس بورخيس، الرجل المرآة (1999). إنتاج: People+Arts، Artear، Café Producciones وFrance 3.
- البورخيس ارتو، إخراج إدواردو مونتيس برادلي. فيلم وثائقي.
- خورخي لويس بورخيس (2006)، إخراج رومّان ليجتمان. سلسلة وثائقية.
- بورخيس، ذاكرة مضيئة (2015)، إخراج إرنستو أرديتو وديرنا مولينا. قناة إنكونترو.

هل هناك شيء آخر ترغب في ترجمته أو المزيد من المعلومات حول هذه الأفلام؟

### كتب لبورخيس مترجمة إلى العربية
- «المرايا والمتاهات» - ترجمة إبراهيم الخطيب - دار توبقال
- «تقرير برودي وقصص أخرى» - ترجمة نهاد الحايك - دار الشؤون الثقافية العامة
- «الرمل» - ترجمة سعيد الغانمي - دار أزمنة
- «النمر الآخر»«شعر» - ترجمة محمد عيد إبراهيم - اتحاد كتاب وأدباء الإمارات 2009
- نافذة العرب على العالم
- وسم السيف وقصص أخرى، ترجمة محمد إبراهيم مبروك، نشر المجلس الأعلى للثقافة
- الصانع، ترجمة سعيد الغانمي، نشر المؤسسة العربية للدراسات والنشر

قال جوليان بارنز في هذا الصدد: «أثناء حرب جزر المالوين، ذكّرنا (بورخيس) بأن من واجب الكاتب أن يقول الحقيقة بغض النظر عن شعبيتها. وهذا ما فعله في تعليقه البليغ والذكي بأن الحرب لم تكن سوى "اثنين أصلعين يتقاتلان على مشط".»
وبالإضافة إلى هذا التعليق، نجح بورخيس في تلخيص عبثية القومياتوالحروب في قصيدته "خوان لوبيز وجون وورد".
لقد قُدّر لهما أن يعيشا في زمنٍ غريب.
كان الكوكب قد قُسّم إلى بلدانٍ مختلفة،
كل منها مزوّد بالولاءات،
وبذكرياتٍ عزيزة،
وبماضٍ بلا شك بطولي،
وبحقوق،
وبمظالم،
وبأساطير فريدة،
وبأبطال من البرونز،
وبمناسبات وطنية،
وبديماغوجيين ورموز.
ذلك التقسيم، العزيز على قلوب رسّامي الخرائط، كان يشجع الحروب.
وُلد لوبيز في المدينة التي تقع على ضفاف النهر الساكن؛
وُلد وورد في ضواحي المدينة التي سار فيها القس براون.
درس الإسبانية ليقرأ "دون كيشوت".
أما الآخر، فكان يحبّ كونراد،
وقد كُشف له هذا الحب في قاعةٍ بشارع فيامونتي.
كان يمكن أن يصبحا صديقين،
لكنهما التقيا مرةً واحدة وجهاً لوجه،
في جزرٍ أصبحت شهيرةً أكثر مما ينبغي،
وكان كلٌّ منهما قابيل،
وكان كلٌّ منهما هابيل.
دُفنا معًا.
الثلج والفساد يعرفانهما.
الحادثة التي أرويها وقعت في زمنٍ لا يمكننا أن نفهمه

## بورخيس والفلسفة
أقام بورخيس علاقة غاية في الأصالة مع الفلسفة. والدليل على ذلك هو الكم الهائل من الإشارات الفلسفية الحاضرة في أعماله المقالية والأدبية، بالإضافة إلى تأثيره على فلاسفة ومفكرين معاصرين بارزين مثل ميشيل فوكو، وإيليا بريغوجين، وريتشارد رورتي، وأومبرتو إكو، وفرناندو ساباتير.
فمع أنه لم يكن فيلسوفًا بالمعنى الدقيق، إلا أن بورخيس كان قارئًا نهمًا للفلسفة. ومن أبرز سمات منهجه الأصلي أن الأفكار الفلسفية في نصوصه لاتُعرض بوصفها مفاهيم تُفهم من خلال التحليل، بل كخبرات تُعاش، تترك أثرها الوجداني في القارئ قبل أن يُدركها بالعقل.
كان بورخيس يستخلص بعض الأفكار ويُجسدها بأسلوب أدبي، مبرزًا جانبها الحي والعجيب، معتمدًا على حدس القارئ أكثر من اعتماده على قدرته الجدلية أو المفهومية. وبهذا الأسلوب، يتم فهم هذه الأفكار في كامل قوتها التعبيرية.
ولتحقيق هذا الأثر، كان أحد أساليبه يتمثل في تبنّي فرضيات نظام فلسفي معين، ثم إعادة خلق الكون كما يتصوره أتباع ذلك النظام. فعلى سبيل المثال، في قصته الشهيرة -تلون-اقبار-اوربيس-ترتويس- ,يصوّر بورخيس الفلسفةالمثالية من خلال تقديم عالم — تلون — يعتقد سكانه أن الواقع ليس سوى نتاج للعقل.
وبحسب نيكولاس زافاديڤكر، فإن بورخيس لا يتحدث في هذه القصة عن المثالية، بل يقدّم مباشرةً عالمًا مبنيًّا على فرضياتها، مما يتيح للقارئ فهم هذه الأفكار من الداخل، من خلال استكشاف إمكاناتها وحدودها.
ويضرب مثالًا على ذلك في غياب الأسماء في لغات تلون، والسبب ببساطة أنسكان هذا العالم لا يؤمنون بوجود أشياء يمكن أن تشير إليها هذه الأسماء، كما تقتضي الفلسفة المثالية. ويُظهر بورخيس مدى عمق هذه الفكرة من خلالترجمة عبارة «طلعتِ القمر على النهر» إلى اللغة التلونية على النحو التالي: «إلى الأعلى، خلف، ديمومة-الجريان، قمرَتْ
هذا الإبراز الذي يقوم به بورخيس للجوانب الأكثر إدهاشًا في الرؤى الفلسفية التي يتناولها، يرتبط بخياره الصريح في تفضيل الجمال على الحقيقة. إذ يصرّح بورخيس بأنه يجد في أعماله نزعة متسقة نحو «تقدير الأفكار الدينية أو الفلسفية لما لها من قيمة جمالية، بل لما تحتويه من فرادة و عجائبية».
وقد يكون هذا الجمالويّ (أو النزوع الجمالي) أحد مفاتيح فهم تقبّل بورخيس لأفكار فلسفية متناقضة ظاهريًا، وهو ما أثار نقاشات كثيرة حول موقفه الفلسفي الشخصي.
وفي مناسبات متعددة، عبّر بورخيس عن شكّه في قدرة الفلسفة على تفسير العالم، إذ يقول:
«لا يوجد نشاط فكري لا ينتهي إلى أن يكون عديم الجدوى. فالمذهب الفلسفيهو، في البداية، وصف معقول للكون؛ ثم تمضي السنوات، ويغدو مجرد فصل— إن لم يكن فقرة أو اسمًا — في تاريخ الفلسفة».
وبحسب نيكولاس زافاديڤكر، فإن نزعة بورخيس الجمالية، إلى جانب عدم إيمانه بقدرة الفلسفة على الإحاطة بالعالم، دفعته إلى تبني تعددية الرؤى التي فسّر بها البشر الكون على مر العصور، بل والاحتفاء بها — من دون أن يشعر بالحاجة إلى الانتماء إلى إحداها بشكل حصري

### ماونتر :الفلسفه واللغه
فريتز ماوتنر، فيلسوف اللغة ومؤلف معجم الفلسفة (Wörterbuch der Philosophie)، كان له تأثير كبير على بورخيس. وقد أقرّ بذلك الأخير في مناسبات عديدة على مدار حياته.[105] فقد صرّح في عام 1940، في مجلة«سور»، أن هذا الكتاب كان من بين أكثر خمسة كتب أعاد قراءتها وسجّل عليها ملاحظات. أول مرة أشار فيها إلى ماوتنر كانت سنة 1928، في لغة الأرجنتينيين، حين استشهد به لتبرير استحالة تصنيف الأفكار وفقًا للتقارب(التصنيف النفسي). وفي ما بعد، عاد إلى ذكره في مجلات وكتابات متعددة، باعتباره أحد كتّابه المفضلين. كما أعاد الإشارة إليه عام 1962 ليشيد بسعة معرفته ودقة حسه الفكاهي.
قدّم معجم الفلسفة لبورخيس مجموعة من المواضيع الفلسفية (النفس، الوعي، العالم، الروح، إلخ)، استثمرها لاستكشاف إمكانياتها الأدبية. وكان كل موضوع يتضمّن جانبًا تاريخيًا يعرض مساهمات فلاسفة مثل أفلوطين، شوبنهاور، هيوم، سبينوزا، بيركلي، راسل، وآخرين. بالنسبة إلى ماوتنر، كانت اللغة هي الهمّ الفلسفي الأول والأكثر جوهرية: «واقع الفلسفة ذو طبيعة لغوية في جوهره».
تناول بورخيس مسألة اللغة في عدد من أعماله، من زوايا متعددة. وتبرز التأثيرات المباشرة لماوتنر، كما تشير سيلفيا خ. دابيا، في ثمانية من قصصه.
فنجد في بيير مينار، مؤلف الكيخوطي تأويلاً زمنيًا للغة. أما تلون، أوكبار، أوربيس ترتيوس فيتناول التباين بين اللغة والواقع. وتتناول إيما زونز وموضوع الخائن والبطل خرافة الكلمة، أي الاعتقاد بأن وجود كلمة ما يثبت وجود شيء ما. وتظهر في نمور زرقاء أطروحة ماوتنر حول القصور المنطقي للغة. أما الآخرفيؤكد على الطبيعة الاستعارية لكل لغة. وتتناول الخالِد تأثير النماذج الأصلية على العمليات الذهنية الفردية. وأخيرًا، في المؤتمر، وهي من أكثر قصص بورخيس طموحًا، يتم اختبار الطابع الاعتباطي للأنظمة التصنيفية اللغوية.

## بورخيس والدين
لم يعتنق بورخيس أي ديانة طوال حياته، وقد صرّح في بعض المناسبات بأنه لا أدري وأحيانًا بأنه ملحد. ومع ذلك، وبناءً على طلب صريح من والدته —التي كانت كاثوليكية متدينة— كان بورخيس يصلّي "الأبانا" و"السلام عليكِ يا مريم" قبل أن يخلد إلى النوم. كما تلقّى، وهو على فراش الموت، رعاية كاهن كاثوليكي.
وفي عام 1978، صرّح بورخيس في مقابلة مع الصحفي البيروفي سيزارهيلدبراند أنه على يقين من أن الله غير موجود
ومع ذلك، وبفعل اهتمامه بالثقافات الشرقية، خاض بورخيس في البوذية، فتحدّث عنها في محاضراته، وكتب عنها في كتابه ما هي البوذية؟، بالاشتراك مع أليسيا خورادو.

## انظر ايضًا
- فيكتوريا أوكامبو
- خوسيه بيانكو
- أدولفو بيوي كاساريس
- سيلفينا أوكامبو